# 練馬区
練馬区（ねりまく）は、東京都の区部北西部に位置する特別区。

## 概要
東京23区の中で唯一、特別区を規定した地方自治法の施行後、すなわち、他の22区が東京都の行政区から特別区へ移行した後に、板橋区から分区して新設された区である。板橋区の一部だった旧北豊島郡練馬町・上練馬村・中新井村・石神井村・大泉村の区域が1947年8月1日に分離して発足した。当時22区最大の面積だった板橋区の区役所までの経路が遠く、著しく不便であったことが分割が決まった要因とされている。板橋区は練馬、石神井に行政派出所（後に支所）を設けたが、行政サービスは極めて限られていたため、西武池袋線沿線を中心として生活する住民の要望にこたえる形で分離された。
大学関連では武蔵大学、日本大学藝術学部、武蔵野音楽大学、上智大学といった大学のキャンパス、「学生街として知られる江古田」などのエリアが存在する。
練馬区は緑の多い閑静な住宅街であり、最低居住面積水準未満の世帯率は東京23区で最も低い。練馬区民の男性の平均寿命は81.2歳で全国で第5位、東京23区で第1位である。また刑法犯認知件数は、人口が60万人以上のほぼ同規模の特別区の中で大田区に次いで少ない。人口は約70万人で、23区の中で世田谷区に次いで多い。近年は副都心線や大江戸線などの地下鉄線の開通に伴って、マンション建設ラッシュに沸いている。
東大泉（大泉学園駅）の東映東京撮影所に付随した東映動画（現東映アニメーション）が存在したことから、日本のカラー長編アニメ（又は民間アニメ）の発祥地、日本初の30分連続テレビアニメシリーズ『鉄腕アトム』（当時は「テレビまんが」と称された）を製作した、日本のアニメ産業の礎となった地である。隣接する杉並区や中野区などとともに日本一のアニメ関連企業の集積地でもある。また、2020年に閉園した遊園地・としまえんの跡地にハリーポッターのテーマパークである「ワーナーブラザース スタジオツアー東京 ‐ メイキング・オブ・ハリー・ポッター」が2023年に開業した。
2021年4月以降に区内で行われた新型コロナウイルス感染症（COVID-19）へのワクチンの集団接種モデルとして、区は2021年1月、「練馬区モデル」と呼ばれる小規模診療所主体とし、公共施設での大規模接種を組み合わせたモデルを発表し、厚生労働省は先行事例として全国の自治体に情報提供しており、他自治体でも京都府京都市や栃木県佐野市など全国各地で「練馬区モデル」が採用された。

### 地名について
練馬区の由来
練馬区のウェブサイトには以下の説が掲載されている。
- 練馬城（後のとしまえん）から。
- 関東ローム層の赤土をねったところを「ねり場」といった。
- 石神井川流域の低地の奥まったところに「沼」＝「根沼」が多かった。
- 奈良時代、武蔵国にあった「のりぬま（乗潴）」という宿駅が「ねりま」に転訛した（乗潴は、白山神社付近であったとされる。ただし、乗潴をあまぬまと読み、現在の杉並区天沼に比定する説もある）。
- 中世、豊島氏の家臣に馬術の名人がいた（馬を馴らすことを「ねる」といった。すなわち「練り馬」）。

他にも諸説存在する。

## 地理

### 地勢
東京23区の北西に位置する。東西は約10km、南北は約4kmから7kmのほぼ長方形をしており、面積は48.08km2である。23区の総面積の約7.7%に当たり、23区の中では5番目の広さである。
区内全域が武蔵野台地に属する。埼玉県南部とともに、今ものどかな風景を残している。河川は石神井川と白子川が中心で土地の高低差は小さい。かつては貫井川や田柄川が流れていた。
23区内の最高標高地点は練馬区関町南四丁目（武蔵関公園南方）で、標高約58mである。
北西には埼玉県新座市に囲まれた飛地（西大泉町1179番地）がある。区としてはこの飛地を埼玉県へ編入する方向で調整しているが、住民は反対している。

### 地形

#### 河川
主な川
- 石神井川
- 白子川

### 気候
都区部の内陸部にあたるため、都心部と比べて寒暖差が激しい。特に夏季は厳しい暑さとなり、猛暑日が多く盛夏期には38℃台となることもある。
冬季は都心の区と比べ寒さが厳しい。2018年には-7.0℃を記録。毎年1〜3月にかけて南岸低気圧が到来する際は、都心は雨やみぞれであっても、気温が低くなりやすい練馬区では雪となり、積雪を伴う場合もある。
寒暖差と河川や用水による水はけを生かし、キャベツやブルーベリー、ブドウなどの栽培が行われており、練馬区の特産品に数えられている。
なお、年間降水量は約1,000mmから約2,000mmの間で増減しており、顕著な傾向は見られない。しかし、近年は夏場に多く発生するゲリラ豪雨による冠水や浸水の被害が報告されることもあり、その対策の一環として雨水貯留施設を埋設する工事を進めている。
| 練馬区（1981年 - 2010年）の気候                | 練馬区（1981年 - 2010年）の気候 | 練馬区（1981年 - 2010年）の気候 | 練馬区（1981年 - 2010年）の気候 | 練馬区（1981年 - 2010年）の気候 | 練馬区（1981年 - 2010年）の気候 | 練馬区（1981年 - 2010年）の気候 | 練馬区（1981年 - 2010年）の気候 | 練馬区（1981年 - 2010年）の気候 | 練馬区（1981年 - 2010年）の気候 | 練馬区（1981年 - 2010年）の気候 | 練馬区（1981年 - 2010年）の気候 | 練馬区（1981年 - 2010年）の気候 | 練馬区（1981年 - 2010年）の気候 |
| 月                                             | 1月                             | 2月                             | 3月                             | 4月                             | 5月                             | 6月                             | 7月                             | 8月                             | 9月                             | 10月                            | 11月                            | 12月                            | 年                              |
| ---------------------------------------------- | ------------------------------- | ------------------------------- | ------------------------------- | ------------------------------- | ------------------------------- | ------------------------------- | ------------------------------- | ------------------------------- | ------------------------------- | ------------------------------- | ------------------------------- | ------------------------------- | ------------------------------- |
| 最高気温記録 °C （°F）                         | 18.2 (64.8)                     | 24.8 (76.6)                     | 28.8 (83.8)                     | 31.4 (88.5)                     | 33.5 (92.3)                     | 37.3 (99.1)                     | 39.6 (103.3)                    | 38.7 (101.7)                    | 38.8 (101.8)                    | 32.7 (90.9)                     | 25.8 (78.4)                     | 25.0 (77)                       | 39.6 (103.3)                    |
| 平均最高気温 °C （°F）                         | 9.8 (49.6)                      | 10.5 (50.9)                     | 13.8 (56.8)                     | 19.6 (67.3)                     | 23.8 (74.8)                     | 26.5 (79.7)                     | 30.4 (86.7)                     | 32.1 (89.8)                     | 27.6 (81.7)                     | 21.9 (71.4)                     | 16.7 (62.1)                     | 12.2 (54)                       | 20.4 (68.7)                     |
| 日平均気温 °C （°F）                           | 4.6 (40.3)                      | 5.4 (41.7)                      | 8.6 (47.5)                      | 14.1 (57.4)                     | 18.6 (65.5)                     | 21.9 (71.4)                     | 25.7 (78.3)                     | 27.2 (81)                       | 23.2 (73.8)                     | 17.4 (63.3)                     | 11.8 (53.2)                     | 7.0 (44.6)                      | 15.5 (59.9)                     |
| 平均最低気温 °C （°F）                         | 0.4 (32.7)                      | 1.0 (33.8)                      | 4.0 (39.2)                      | 9.2 (48.6)                      | 14.1 (57.4)                     | 18.1 (64.6)                     | 22.1 (71.8)                     | 23.7 (74.7)                     | 19.9 (67.8)                     | 13.8 (56.8)                     | 7.8 (46)                        | 2.9 (37.2)                      | 11.4 (52.5)                     |
| 最低気温記録 °C （°F）                         | −7 (19)                         | −6.1 (21)                       | −3.7 (25.3)                     | −0.7 (30.7)                     | 6.5 (43.7)                      | 10.7 (51.3)                     | 14.6 (58.3)                     | 17.2 (63)                       | 10.7 (51.3)                     | 4.5 (40.1)                      | −0.3 (31.5)                     | −3.3 (26.1)                     | −7 (19)                         |
| 降水量 mm （inch）                             | 51.0 (2.008)                    | 58.3 (2.295)                    | 115.9 (4.563)                   | 124.0 (4.882)                   | 134.0 (5.276)                   | 164.1 (6.461)                   | 168.6 (6.638)                   | 181.4 (7.142)                   | 222.1 (8.744)                   | 189.7 (7.469)                   | 90.3 (3.555)                    | 49.9 (1.965)                    | 1,549.1 (60.988)                |
| 平均降水日数 （≥1.0 mm）                       | 4.8                             | 6.0                             | 10.5                            | 10.5                            | 10.9                            | 12.7                            | 11.6                            | 9.7                             | 12.2                            | 10.4                            | 7.5                             | 4.6                             | 111.4                           |
| 平均月間日照時間                               | 173.1                           | 156.2                           | 158.1                           | 167.0                           | 160.3                           | 120.9                           | 134.7                           | 157.1                           | 113.1                           | 118.9                           | 137.0                           | 166.7                           | 1,762                           |
| 出典1：気象庁                                  |                                 |                                 |                                 |                                 |                                 |                                 |                                 |                                 |                                 |                                 |                                 |                                 |                                 |
| 出典2：観測史上1〜10位の値（年間を通じての値） |                                 |                                 |                                 |                                 |                                 |                                 |                                 |                                 |                                 |                                 |                                 |                                 |                                 |

### 商業地
- 光が丘地区

### 住宅地
光が丘は都内有数の集合住宅が集まったエリア、光が丘団地・光が丘パークタウンとして有名。また、練馬区内には都営住宅が多く点在している。

### 公園・緑地
公園や緑地を合わせると約640箇所に上る。
都立公園
- 光が丘公園 - 野球場、サッカー場、弓道場、図書館、噴水広場などがある。尾崎豊の「米軍キャンプ」（アルバム『壊れた扉から』収録）で「米軍キャンプ跡の崩れかけた工場」と唄われているのは、光が丘の風景である。『仮面ライダー』をはじめとする石ノ森章太郎原作の特撮作品の舞台としてもたびたび登場した。
- 石神井公園 - 石神井池、三宝寺池があり、ボート遊び、魚釣りなどができる。また、Mr.Childrenの桜井和寿はここをジョギングしている時にダブルミリオンを記録した曲「Tomorrow never knows」の中の、「勝利も敗北もない孤独なレース」という歌詞を思いついた、というエピソードがある。漫画『課長島耕作』に、島が同公園でボートを漕ぐ場面がある。漫画『ど根性ガエル』は、石神井公園周辺が舞台である。出雲優生の小説『石神井橋』に登場する石神井橋は、三宝寺池の橋がモデルである。
- 城北中央公園 - テニスコートやサイクリング場などがあり、板橋区にもまたがる。
- 大泉中央公園
- 練馬城址公園 - としまえん跡地の一角（西側エリア）に開園。園内中心部には石神井川が流れている。

区立公園
- 立野公園 - 中国風の庭園があることで有名。
- 武蔵関公園 - ボート池で有名。
- 春の風公園 - カルガモが見られる池、300メートルに及ぶ桜並木、つつじ山などがある。
- 夏の雲公園 - ナイター照明付のテニスコートがある。
- 秋の陽公園 - 区内で唯一、田んぼのある公園。ため池やせせらぎなどもあり、かつての田園風景を再現している。
- 四季の香公園 - 温室植物園のほか、バラ園、ハーブ園、マグノリア園などがある。
- 田柄梅林公園 - 白梅（白加賀）や紅梅など60本余りのウメのほか、マンサク、サンシュユ、フクジュソウ、ボケなどが植えられている。
- 大泉交通公園
- 平成つつじ公園
- 土支田農業公園 - 4月から翌1月まで農業教室が開かれている。
- 石神井松の風文化公園 - 石神井公園に隣接しており、かつては日本銀行石神井運動場であったものを買収し整備したもの[11]。
- 牧野記念庭園
- 向山庭園 - ひょうたんの形を模した池や、それを望むことのできる茶室を備えた日本庭園。
- 向山公園 - 上記「向山庭園」と誤認されることもあるが、こちらは児童公園である。尾崎豊が中学生時代によく立ち寄り、「15の夜」の歌詞の舞台になった公園としても知られている。

#### 町名
練馬区では、一部の地域を除き住居表示に関する法律に基づく住居表示が実施されている。以下は住居表示実施後の町名と、当該住居表示実施直前の旧町名の一覧である。旧町名の後に「（全）」と注記したもの以外は当該旧町域の一部である。

##### 練馬区役所管内
| 町名         | 町区域新設年月日 | 住居表示実施年月日 | 住居表示実施前の町名など   | 備考                                                         |
| ------------ | ---------------- | ------------------ | -------------------------- | ------------------------------------------------------------ |
| 旭丘一丁目   | 1987年1月1日     |                    | 旭丘1・2                   | 町名の成立は1960年、直前は江古田町、小竹町                   |
| 旭丘二丁目   | 1987年1月1日     |                    | 旭丘1・2                   | 町名の成立は1960年、直前は江古田町、小竹町                   |
| 向山一丁目   | 1965年4月1日     |                    | 向山町、中村北2・3、貫井町 |                                                              |
| 向山二丁目   | 1965年4月1日     |                    | 向山町、中村北2・3、貫井町 |                                                              |
| 向山三丁目   | 1965年4月1日     |                    | 向山町、中村北2・3、貫井町 |                                                              |
| 向山四丁目   | 1965年4月1日     |                    | 向山町、中村北2・3、貫井町 |                                                              |
| 小竹町一丁目 | 1987年1月1日     |                    | 小竹町1・2（全）           | 町名の成立は1960年、直前は小竹町                             |
| 小竹町二丁目 | 1987年1月1日     |                    | 小竹町1・2（全）           | 町名の成立は1960年、直前は小竹町                             |
| 栄町         | 1987年1月1日     |                    | 栄町（全）                 | 町名の成立は1962年、直前は南町一丁目                         |
| 桜台一丁目   | 1987年11月1日    |                    | 桜台1〜3（全）             | 1962年                                                       |
| 桜台二丁目   | 1987年11月1日    |                    | 桜台1〜3（全）             | 1962年                                                       |
| 桜台三丁目   | 1987年11月1日    |                    | 桜台1〜3（全）             | 1962年                                                       |
| 桜台四丁目   | 1963年2月1日     |                    | 南町3（全）、南町4         | 直前は南町二丁目                                             |
| 桜台五丁目   | 1963年2月1日     |                    | 南町3（全）、南町4         | 直前は南町二丁目                                             |
| 桜台六丁目   | 1963年2月1日     |                    | 南町3（全）、南町4         | 直前は南町二丁目                                             |
| 豊玉上一丁目 | 1990年1月1日     |                    | 豊玉上1〜4（全）           | 町名の成立は1941年（当時は板橋区）、直前は板橋区中新井町1〜4 |
| 豊玉上二丁目 | 1990年1月1日     |                    | 豊玉上1〜4（全）           | 町名の成立は1941年（当時は板橋区）、直前は板橋区中新井町1〜4 |
| 豊玉北一丁目 | 1990年1月1日     |                    | 豊玉北1〜6（全）           | 町名の成立は1940年（当時は板橋区）、直前は板橋区中新井町1〜4 |
| 豊玉北二丁目 | 1990年1月1日     |                    | 豊玉北1〜6（全）           | 町名の成立は1940年（当時は板橋区）、直前は板橋区中新井町1    |
| 豊玉北三丁目 | 1990年1月1日     |                    | 豊玉北1〜6（全）           | 町名の成立は1940年（当時は板橋区）、直前は板橋区中新井町1〜4 |
| 豊玉北四丁目 | 1990年1月1日     |                    | 豊玉北1〜6（全）           | 町名の成立は1940年（当時は板橋区）、直前は板橋区中新井町1〜4 |
| 豊玉北五丁目 | 1990年1月1日     |                    | 豊玉北1〜6（全）           | 町名の成立は1940年（当時は板橋区）、直前は板橋区中新井町1〜4 |
| 豊玉北六丁目 | 1990年1月1日     |                    | 豊玉北1〜6（全）           | 町名の成立は1940年（当時は板橋区）、直前は板橋区中新井町1〜4 |
| 豊玉中一丁目 | 1989年1月1日     |                    | 豊玉中1〜4（全）           | 町名の成立は1941年（当時は板橋区）、直前は板橋区中新井町1〜4 |
| 豊玉中二丁目 | 1989年1月1日     |                    | 豊玉中1〜4（全）           | 町名の成立は1941年（当時は板橋区）、直前は板橋区中新井町1〜4 |
| 豊玉中三丁目 | 1989年1月1日     |                    | 豊玉中1〜4（全）           | 町名の成立は1941年（当時は板橋区）、直前は板橋区中新井町1〜4 |
| 豊玉中四丁目 | 1989年1月1日     |                    | 豊玉中1〜4（全）           | 町名の成立は1941年（当時は板橋区）、直前は板橋区中新井町1〜4 |
| 豊玉南一丁目 | 1989年1月1日     |                    | 豊玉南1〜3（全）           | 町名の成立は1941年（当時は板橋区）、直前は板橋区中新井町1〜4 |
| 豊玉南二丁目 | 1989年1月1日     |                    | 豊玉南1〜3（全）           | 町名の成立は1941年（当時は板橋区）、直前は板橋区中新井町1〜4 |
| 豊玉南三丁目 | 1989年1月1日     |                    | 豊玉南1〜3（全）           | 町名の成立は1941年（当時は板橋区）、直前は板橋区中新井町1〜4 |
| 中村一丁目   | 1972年9月1日     |                    | 中村1〜3（全）             | 町名の成立は1940年（当時は板橋区）、直前は板橋区中村町1〜3   |
| 中村二丁目   | 1972年9月1日     |                    | 中村1〜3（全）             | 町名の成立は1940年（当時は板橋区）、直前は板橋区中村町1〜3   |
| 中村三丁目   | 1972年9月1日     |                    | 中村1〜3（全）             | 町名の成立は1940年（当時は板橋区）、直前は板橋区中村町1〜3   |
| 中村北一丁目 | 1972年9月1日     |                    | 中村北1（全）、中村北2〜4  | 町名の成立は1940年（当時は板橋区）、直前は板橋区中村町1〜3   |
| 中村北二丁目 | 1972年9月1日     |                    | 中村北1（全）、中村北2〜4  | 町名の成立は1940年（当時は板橋区）、直前は板橋区中村町1〜3   |
| 中村北三丁目 | 1972年9月1日     |                    | 中村北1（全）、中村北2〜4  | 町名の成立は1940年（当時は板橋区）、直前は板橋区中村町1〜3   |
| 中村北四丁目 | 1972年9月1日     |                    | 中村北1（全）、中村北2〜4  | 町名の成立は1940年（当時は板橋区）、直前は板橋区中村町1〜3   |
| 中村南一丁目 | 1972年9月1日     |                    | 中村南1〜3                 | 町名の成立は1940年（当時は板橋区）、直前は板橋区中村町1〜3   |
| 中村南二丁目 | 1972年9月1日     |                    | 中村南1〜3                 | 町名の成立は1940年（当時は板橋区）、直前は板橋区中村町1〜3   |
| 中村南三丁目 | 1972年9月1日     |                    | 中村南1〜3                 | 町名の成立は1940年（当時は板橋区）、直前は板橋区中村町1〜3   |
| 練馬一丁目   | 1963年2月1日     |                    | 南町5（全）、南町3・4      |                                                              |
| 練馬二丁目   | 1963年2月1日     |                    | 南町5（全）、南町3・4      |                                                              |
| 練馬三丁目   | 1963年2月1日     |                    | 南町5（全）、南町3・4      |                                                              |
| 練馬四丁目   | 1963年2月1日     |                    | 南町5（全）、南町3・4      |                                                              |
| 羽沢一丁目   | 1987年1月1日     |                    | 羽沢1〜3（全）             | 町名の成立は1962年、直前は南町一丁目                         |
| 羽沢二丁目   | 1987年1月1日     |                    | 羽沢1〜3（全）             | 町名の成立は1962年、直前は南町一丁目                         |
| 羽沢三丁目   | 1987年1月1日     |                    | 羽沢1〜3（全）             | 町名の成立は1962年、直前は南町一丁目                         |

##### 早宮区民事務所管内
| 町名         | 町区域新設年月日 | 住居表示実施年月日 | 住居表示実施前の町名など          | 備考                                         |
| ------------ | ---------------- | ------------------ | --------------------------------- | -------------------------------------------- |
| 早宮一丁目   | 1965年7月1日     |                    | 仲町4・6（全）、仲町3・5、春日町1 |                                              |
| 早宮二丁目   | 1965年7月1日     |                    | 仲町4・6（全）、仲町3・5、春日町1 |                                              |
| 早宮三丁目   | 1965年7月1日     |                    | 仲町4・6（全）、仲町3・5、春日町1 |                                              |
| 早宮四丁目   | 1965年7月1日     |                    | 仲町4・6（全）、仲町3・5、春日町1 |                                              |
| 春日町一丁目 | 1967年1月1日     |                    | 春日町1・2                        |                                              |
| 春日町二丁目 | 1967年1月1日     |                    | 春日町1・2                        |                                              |
| 春日町三丁目 | 1967年1月1日     |                    | 春日町1・2                        |                                              |
| 春日町四丁目 | 1967年1月1日     |                    | 春日町1・2                        |                                              |
| 春日町五丁目 | 1967年1月1日     |                    | 春日町1・2                        |                                              |
| 春日町六丁目 | 1967年1月1日     |                    | 春日町1・2                        |                                              |
| 北町一丁目   | 1966年6月1日     |                    | 北町1〜3                          |                                              |
| 北町二丁目   | 1966年6月1日     |                    | 北町1〜3                          |                                              |
| 北町三丁目   | 1966年6月1日     |                    | 北町1〜3                          |                                              |
| 北町四丁目   | 1966年6月1日     |                    | 北町1〜3                          |                                              |
| 北町五丁目   | 1966年6月1日     |                    | 北町1〜3                          |                                              |
| 北町六丁目   | 1966年6月1日     |                    | 北町1〜3                          |                                              |
| 北町七丁目   | 1966年6月1日     |                    | 北町1〜3                          |                                              |
| 北町八丁目   | 1966年6月1日     |                    | 北町1〜3                          |                                              |
| 田柄一丁目   | 1967年10月1日    |                    | 田柄町1・2、旭町、春日町1         | 1983年3月1日、光が丘の一部を田柄二丁目に編入 |
| 田柄二丁目   | 1967年10月1日    |                    | 田柄町1・2、旭町、春日町1         | 1983年3月1日、光が丘の一部を田柄二丁目に編入 |
| 田柄三丁目   | 1967年10月1日    |                    | 田柄町1・2、旭町、春日町1         | 1983年3月1日、光が丘の一部を田柄二丁目に編入 |
| 田柄四丁目   | 1967年10月1日    |                    | 田柄町1・2、旭町、春日町1         | 1983年3月1日、光が丘の一部を田柄二丁目に編入 |
| 田柄五丁目   | 1967年10月1日    |                    | 田柄町1・2、旭町、春日町1         | 1983年3月1日、光が丘の一部を田柄二丁目に編入 |
| 平和台一丁目 | 1965年7月1日     |                    | 仲町2・3・5                       |                                              |
| 平和台二丁目 | 1965年7月1日     |                    | 仲町2・3・5                       |                                              |
| 平和台三丁目 | 1965年7月1日     |                    | 仲町2・3・5                       |                                              |
| 平和台四丁目 | 1965年7月1日     |                    | 仲町2・3・5                       |                                              |
| 氷川台一丁目 | 1965年7月1日     |                    | 仲町1〜3                          |                                              |
| 氷川台二丁目 | 1965年7月1日     |                    | 仲町1〜3                          |                                              |
| 氷川台三丁目 | 1965年7月1日     |                    | 仲町1〜3                          |                                              |
| 氷川台四丁目 | 1965年7月1日     |                    | 仲町1〜3                          |                                              |
| 錦一丁目     | 1965年7月1日     |                    | 北町1、仲町1・2                   |                                              |
| 錦二丁目     | 1965年7月1日     |                    | 北町1、仲町1・2                   |                                              |

##### 光が丘区民事務所管内
| 町名           | 町区域新設年月日 | 住居表示実施年月日 | 住居表示実施前の町名など                    | 備考                                                                                     |
| -------------- | ---------------- | ------------------ | ------------------------------------------- | ---------------------------------------------------------------------------------------- |
| 光が丘一丁目   | 1983年3月1日     |                    | 光が丘                                      | 前身町名の光が丘（丁目なし）1969年9月1日住居表示実施、直前は田柄町1・2、旭町、高松町1・2 |
| 光が丘二丁目   | 1983年3月1日     |                    | 光が丘                                      | 前身町名の光が丘（丁目なし）1969年9月1日住居表示実施、直前は田柄町1・2、旭町、高松町1・2 |
| 光が丘三丁目   | 1983年3月1日     |                    | 光が丘                                      | 前身町名の光が丘（丁目なし）1969年9月1日住居表示実施、直前は田柄町1・2、旭町、高松町1・2 |
| 光が丘四丁目   | 1983年3月1日     |                    | 光が丘                                      | 前身町名の光が丘（丁目なし）1969年9月1日住居表示実施、直前は田柄町1・2、旭町、高松町1・2 |
| 光が丘五丁目   | 1983年3月1日     |                    | 光が丘                                      | 前身町名の光が丘（丁目なし）1969年9月1日住居表示実施、直前は田柄町1・2、旭町、高松町1・2 |
| 光が丘六丁目   | 1983年3月1日     |                    | 光が丘                                      | 前身町名の光が丘（丁目なし）1969年9月1日住居表示実施、直前は田柄町1・2、旭町、高松町1・2 |
| 光が丘七丁目   | 1983年3月1日     |                    | 光が丘                                      | 前身町名の光が丘（丁目なし）1969年9月1日住居表示実施、直前は田柄町1・2、旭町、高松町1・2 |
| 旭町一丁目     | 1968年10月1日    |                    | 旭町、高松町2                               | 1983年3月1日、光が丘の一部を旭町一・二丁目に編入                                         |
| 旭町二丁目     | 1968年10月1日    |                    | 旭町、高松町2                               | 1983年3月1日、光が丘の一部を旭町一・二丁目に編入                                         |
| 旭町三丁目     | 1968年10月1日    |                    | 旭町、高松町2                               | 1983年3月1日、光が丘の一部を旭町一・二丁目に編入                                         |
| 土支田一丁目   | 1975年1月1日     |                    | 土支田町、東大泉町、北大泉町、高松町2、旭町 |                                                                                          |
| 土支田二丁目   | 1975年1月1日     |                    | 土支田町、東大泉町、北大泉町、高松町2、旭町 |                                                                                          |
| 土支田三丁目   | 1975年1月1日     |                    | 土支田町、東大泉町、北大泉町、高松町2、旭町 |                                                                                          |
| 土支田四丁目   | 1975年1月1日     |                    | 土支田町、東大泉町、北大泉町、高松町2、旭町 |                                                                                          |
| 高松一丁目     | 1969年9月1日     |                    | 高松町1・2、土支田町、旭町                  | 1983年3月1日、光が丘の一部を高松五丁目に編入                                             |
| 高松二丁目     | 1969年9月1日     |                    | 高松町1・2、土支田町、旭町                  | 1983年3月1日、光が丘の一部を高松五丁目に編入                                             |
| 高松三丁目     | 1969年9月1日     |                    | 高松町1・2、土支田町、旭町                  | 1983年3月1日、光が丘の一部を高松五丁目に編入                                             |
| 高松四丁目     | 1969年9月1日     |                    | 高松町1・2、土支田町、旭町                  | 1983年3月1日、光が丘の一部を高松五丁目に編入                                             |
| 高松五丁目     | 1969年9月1日     |                    | 高松町1・2、土支田町、旭町                  | 1983年3月1日、光が丘の一部を高松五丁目に編入                                             |
| 高松六丁目     | 1969年9月1日     |                    | 高松町1・2、土支田町、旭町                  | 1983年3月1日、光が丘の一部を高松五丁目に編入                                             |
| 谷原一丁目     | 1965年4月1日     |                    | 谷原町2、北田中町、土支田町、高松町2        |                                                                                          |
| 谷原二丁目     | 1965年4月1日     |                    | 谷原町2、北田中町、土支田町、高松町2        |                                                                                          |
| 谷原三丁目     | 1965年4月1日     |                    | 谷原町2、北田中町、土支田町、高松町2        |                                                                                          |
| 谷原四丁目     | 1965年4月1日     |                    | 谷原町2、北田中町、土支田町、高松町2        |                                                                                          |
| 谷原五丁目     | 1965年4月1日     |                    | 谷原町2、北田中町、土支田町、高松町2        |                                                                                          |
| 谷原六丁目     | 1965年4月1日     |                    | 谷原町2、北田中町、土支田町、高松町2        |                                                                                          |
| 三原台一丁目   | 1971年8月1日     |                    | 北田中町、東大泉町、土支田町                |                                                                                          |
| 三原台二丁目   | 1971年8月1日     |                    | 北田中町、東大泉町、土支田町                |                                                                                          |
| 三原台三丁目   | 1971年8月1日     |                    | 北田中町、東大泉町、土支田町                |                                                                                          |
| 貫井一丁目     | 1965年1月1日     |                    | 貫井町、高松町1、谷原町1、中村北3・4        |                                                                                          |
| 貫井二丁目     | 1965年1月1日     |                    | 貫井町、高松町1、谷原町1、中村北3・4        |                                                                                          |
| 貫井三丁目     | 1965年1月1日     |                    | 貫井町、高松町1、谷原町1、中村北3・4        |                                                                                          |
| 貫井四丁目     | 1965年1月1日     |                    | 貫井町、高松町1、谷原町1、中村北3・4        |                                                                                          |
| 貫井五丁目     | 1965年1月1日     |                    | 貫井町、高松町1、谷原町1、中村北3・4        |                                                                                          |
| 富士見台一丁目 | 1964年11月1日    |                    | 谷原町1・2、南田中町                        |                                                                                          |
| 富士見台二丁目 | 1964年11月1日    |                    | 谷原町1・2、南田中町                        |                                                                                          |
| 富士見台三丁目 | 1964年11月1日    |                    | 谷原町1・2、南田中町                        |                                                                                          |
| 富士見台四丁目 | 1964年11月1日    |                    | 谷原町1・2、南田中                          |                                                                                          |
| 高野台一丁目   | 1965年4月1日     |                    | 谷原町2、南田中町、下石神井2                |                                                                                          |
| 高野台二丁目   | 1965年4月1日     |                    | 谷原町2、南田中町、下石神井2                |                                                                                          |
| 高野台三丁目   | 1965年4月1日     |                    | 谷原町2、南田中町、下石神井2                |                                                                                          |
| 高野台四丁目   | 1965年4月1日     |                    | 谷原町2、南田中町、下石神井2                |                                                                                          |
| 高野台五丁目   | 1965年4月1日     |                    | 谷原町2、南田中町、下石神井2                |                                                                                          |
| 南田中一丁目   | 1973年8月1日     |                    | 南田中町、下石神井1                         |                                                                                          |
| 南田中二丁目   | 1973年8月1日     |                    | 南田中町、下石神井1                         |                                                                                          |
| 南田中三丁目   | 1973年8月1日     |                    | 南田中町、下石神井1                         |                                                                                          |
| 南田中四丁目   | 1973年8月1日     |                    | 南田中町、下石神井1                         |                                                                                          |
| 南田中五丁目   | 1973年8月1日     |                    | 南田中町、下石神井1                         |                                                                                          |

##### 石神井区民事務所管内
| 町名           | 町区域新設年月日 | 住居表示実施年月日 | 住居表示実施前の町名など                        | 備考 |
| -------------- | ---------------- | ------------------ | ----------------------------------------------- | ---- |
| 上石神井一丁目 | 1985年6月1日     |                    | 上石神井1・2、下石神井1、関町1・2               |      |
| 上石神井二丁目 | 1985年6月1日     |                    | 上石神井1・2、下石神井1、関町1・2               |      |
| 上石神井三丁目 | 1985年6月1日     |                    | 上石神井1・2、下石神井1、関町1・2               |      |
| 上石神井四丁目 | 1985年6月1日     |                    | 上石神井1・2、下石神井1、関町1・2               |      |
| 上石神井南町   | 1984年6月1日     |                    | 下石神井1、上石神井1、関町1                     |      |
| 下石神井一丁目 | 1973年8月1日     |                    | 下石神井1、南田中町                             |      |
| 下石神井二丁目 | 1973年8月1日     |                    | 下石神井1、南田中町                             |      |
| 下石神井三丁目 | 1973年8月1日     |                    | 下石神井1、南田中町                             |      |
| 下石神井四丁目 | 1973年8月1日     |                    | 下石神井1、南田中町                             |      |
| 下石神井五丁目 | 1973年8月1日     |                    | 下石神井1、南田中町                             |      |
| 下石神井六丁目 | 1973年8月1日     |                    | 下石神井1、南田中町                             |      |
| 石神井台一丁目 | 1970年7月1日     |                    | 上石神井2、下石神井2、南大泉町                  |      |
| 石神井台二丁目 | 1970年7月1日     |                    | 上石神井2、下石神井2、南大泉町                  |      |
| 石神井台三丁目 | 1970年7月1日     |                    | 上石神井2、下石神井2、南大泉町                  |      |
| 石神井台四丁目 | 1970年7月1日     |                    | 上石神井2、下石神井2、南大泉町                  |      |
| 石神井台五丁目 | 1970年7月1日     |                    | 上石神井2、下石神井2、南大泉町                  |      |
| 石神井台六丁目 | 1970年7月1日     |                    | 上石神井2、下石神井2、南大泉町                  |      |
| 石神井台七丁目 | 1970年7月1日     |                    | 上石神井2、下石神井2、南大泉町                  |      |
| 石神井台八丁目 | 1970年7月1日     |                    | 上石神井2、下石神井2、南大泉町                  |      |
| 石神井町一丁目 | 1970年1月1日     |                    | 下石神井2、上石神井2、南田中町、谷原2、東大泉町 |      |
| 石神井町二丁目 | 1970年1月1日     |                    | 下石神井2、上石神井2、南田中町、谷原2、東大泉町 |      |
| 石神井町三丁目 | 1970年1月1日     |                    | 下石神井2、上石神井2、南田中町、谷原2、東大泉町 |      |
| 石神井町四丁目 | 1970年1月1日     |                    | 下石神井2、上石神井2、南田中町、谷原2、東大泉町 |      |
| 石神井町五丁目 | 1970年1月1日     |                    | 下石神井2、上石神井2、南田中町、谷原2、東大泉町 |      |
| 石神井町六丁目 | 1970年1月1日     |                    | 下石神井2、上石神井2、南田中町、谷原2、東大泉町 |      |
| 石神井町七丁目 | 1970年1月1日     |                    | 下石神井2、上石神井2、南田中町、谷原2、東大泉町 |      |
| 石神井町八丁目 | 1970年1月1日     |                    | 下石神井2、上石神井2、南田中町、谷原2、東大泉町 |      |

##### 大泉区民事務所管内
| 町名              | 町区域新設年月日 | 住居表示実施年月日 | 住居表示実施前の町名など           | 備考 |
| ----------------- | ---------------- | ------------------ | ---------------------------------- | ---- |
| 大泉学園町 一丁目 | 1982年12月1日    |                    | 大泉学園町、北大泉町、西大泉町     |      |
| 大泉学園町二丁目  | 1982年12月1日    |                    | 大泉学園町、北大泉町、西大泉町     |      |
| 大泉学園町三丁目  | 1982年12月1日    |                    | 大泉学園町、北大泉町、西大泉町     |      |
| 大泉学園町四丁目  | 1982年12月1日    |                    | 大泉学園町、北大泉町、西大泉町     |      |
| 大泉学園町五丁目  | 1982年12月1日    |                    | 大泉学園町、北大泉町、西大泉町     |      |
| 大泉学園町六丁目  | 1982年12月1日    |                    | 大泉学園町、北大泉町、西大泉町     |      |
| 大泉学園町七丁目  | 1982年12月1日    |                    | 大泉学園町、北大泉町、西大泉町     |      |
| 大泉学園町八丁目  | 1982年12月1日    |                    | 大泉学園町、北大泉町、西大泉町     |      |
| 大泉学園町九丁目  | 1982年12月1日    |                    | 大泉学園町、北大泉町、西大泉町     |      |
| 大泉町一丁目      | 1980年1月1日     |                    | 北大泉町、大泉学園町               |      |
| 大泉町二丁目      | 1980年1月1日     |                    | 北大泉町、大泉学園町               |      |
| 大泉町三丁目      | 1980年1月1日     |                    | 北大泉町、大泉学園町               |      |
| 大泉町四丁目      | 1982年12月1日    |                    | 北大泉町、大泉学園町               |      |
| 大泉町五丁目      | 1980年1月1日     |                    | 北大泉町、大泉学園町               |      |
| 大泉町六丁目      | 1980年1月1日     |                    | 北大泉町、大泉学園町               |      |
| 西大泉一丁目      | 1981年8月1日     |                    | 西大泉町、東大泉町、大泉学園町     |      |
| 西大泉二丁目      | 1981年8月1日     |                    | 西大泉町、東大泉町、大泉学園町     |      |
| 西大泉三丁目      | 1981年8月1日     |                    | 西大泉町、東大泉町、大泉学園町     |      |
| 西大泉四丁目      | 1981年8月1日     |                    | 西大泉町、東大泉町、大泉学園町     |      |
| 西大泉五丁目      | 1981年8月1日     |                    | 西大泉町、東大泉町、大泉学園町     |      |
| 西大泉六丁目      | 1981年8月1日     |                    | 西大泉町、東大泉町、大泉学園町     |      |
| 西大泉町          | 未実施           |                    | 埼玉県新座市に囲まれた練馬区の飛地 |      |
| 東大泉一丁目      | 1980年8月1日     |                    | 東大泉町、北大泉町、上石神井2      |      |
| 東大泉二丁目      | 1980年8月1日     |                    | 東大泉町、北大泉町、上石神井2      |      |
| 東大泉三丁目      | 1980年8月1日     |                    | 東大泉町、北大泉町、上石神井2      |      |
| 東大泉四丁目      | 1980年8月1日     |                    | 東大泉町、北大泉町、上石神井2      |      |
| 東大泉五丁目      | 1980年8月1日     |                    | 東大泉町、北大泉町、上石神井2      |      |
| 東大泉六丁目      | 1980年8月1日     |                    | 東大泉町、北大泉町、上石神井2      |      |
| 東大泉七丁目      | 1980年8月1日     |                    | 東大泉町、北大泉町、上石神井2      |      |
| 南大泉一丁目      | 1981年8月1日     |                    | 南大泉町、西大泉町                 |      |
| 南大泉二丁目      | 1981年8月1日     |                    | 南大泉町、西大泉町                 |      |
| 南大泉三丁目      | 1981年8月1日     |                    | 南大泉町、西大泉町                 |      |
| 南大泉四丁目      | 1981年8月1日     |                    | 南大泉町、西大泉町                 |      |
| 南大泉五丁目      | 1981年8月1日     |                    | 南大泉町、西大泉町                 |      |
| 南大泉六丁目      | 1986年4月1日     |                    | 南大泉町、西大泉町                 |      |

##### 関区民事務所管内
| 町名         | 町区域新設年月日 | 住居表示実施年月日 | 住居表示実施前の町名など            | 備考 |
| ------------ | ---------------- | ------------------ | ----------------------------------- | ---- |
| 関町北一丁目 | 1978年1月1日     |                    | 関町5・6（全）、関町2〜4、上石神井2 |      |
| 関町北二丁目 | 1978年1月1日     |                    | 関町5・6（全）、関町2〜4、上石神井2 |      |
| 関町北三丁目 | 1978年1月1日     |                    | 関町5・6（全）、関町2〜4、上石神井2 |      |
| 関町北四丁目 | 1978年1月1日     |                    | 関町5・6（全）、関町2〜4、上石神井2 |      |
| 関町北五丁目 | 1978年1月1日     |                    | 関町5・6（全）、関町2〜4、上石神井2 |      |
| 関町東一丁目 | 1985年6月1日     |                    | 関町2、上石神井1                    |      |
| 関町東二丁目 | 1985年6月1日     |                    | 関町2、上石神井1                    |      |
| 関町南一丁目 | 1984年6月1日     |                    | 関町1・3・4、上石神井1、立野町      |      |
| 関町南二丁目 | 1984年6月1日     |                    | 関町1・3・4、上石神井1、立野町      |      |
| 関町南三丁目 | 1984年6月1日     |                    | 関町1・3・4、上石神井1、立野町      |      |
| 関町南四丁目 | 1984年6月1日     |                    | 関町1・3・4、上石神井1、立野町      |      |
| 立野町       | 1984年6月1日     |                    | 立野町、関町4                       |      |

### 人口
練馬区の人口は、区制施行時の1948年（昭和23年）にはわずか123,158人であった。その後、戦後の宅地化で一貫して人口が増加し約60年後の2009年（平成21年）には70万人を突破した。この間の人口増加率は470.74%である。2025年7月1日現在、761,379人。
| |                                        |  |
| 練馬区と全国の年齢別人口分布（2005年） | 練馬区の年齢・男女別人口分布（2005年） |  |
| ■紫色 ― 練馬区 ■緑色 ― 日本全国 | ■青色 ― 男性 ■赤色 ― 女性              |  |
| 練馬区（に相当する地域）の人口の推移 \| 1970年（昭和45年） \| 527,931人 \| \| \| 1975年（昭和50年） \| 559,665人 \| \| \| 1980年（昭和55年） \| 564,156人 \| \| \| 1985年（昭和60年） \| 587,887人 \| \| \| 1990年（平成2年） \| 618,663人 \| \| \| 1995年（平成7年） \| 635,746人 \| \| \| 2000年（平成12年） \| 658,132人 \| \| \| 2005年（平成17年） \| 692,339人 \| \| \| 2010年（平成22年） \| 716,124人 \| \| \| 2015年（平成27年） \| 721,722人 \| \| \| 2020年（令和2年） \| 752,608人 \| \| |                                        |  |
| 総務省統計局 国勢調査より |                                        |  |
| 1970年（昭和45年） | 527,931人                              |  |
| 1975年（昭和50年） | 559,665人                              |  |
| 1980年（昭和55年） | 564,156人                              |  |
| 1985年（昭和60年） | 587,887人                              |  |
| 1990年（平成2年） | 618,663人                              |  |
| 1995年（平成7年） | 635,746人                              |  |
| 2000年（平成12年） | 658,132人                              |  |
| 2005年（平成17年） | 692,339人                              |  |
| 2010年（平成22年） | 716,124人                              |  |
| 2015年（平成27年） | 721,722人                              |  |
| 2020年（令和2年） | 752,608人                              |  |

### 隣接自治体
東京都
- 中野区
- 杉並区
- 豊島区
- 板橋区
- 武蔵野市
- 西東京市

埼玉県
- 朝霞市
- 和光市
- 新座市

## 歴史

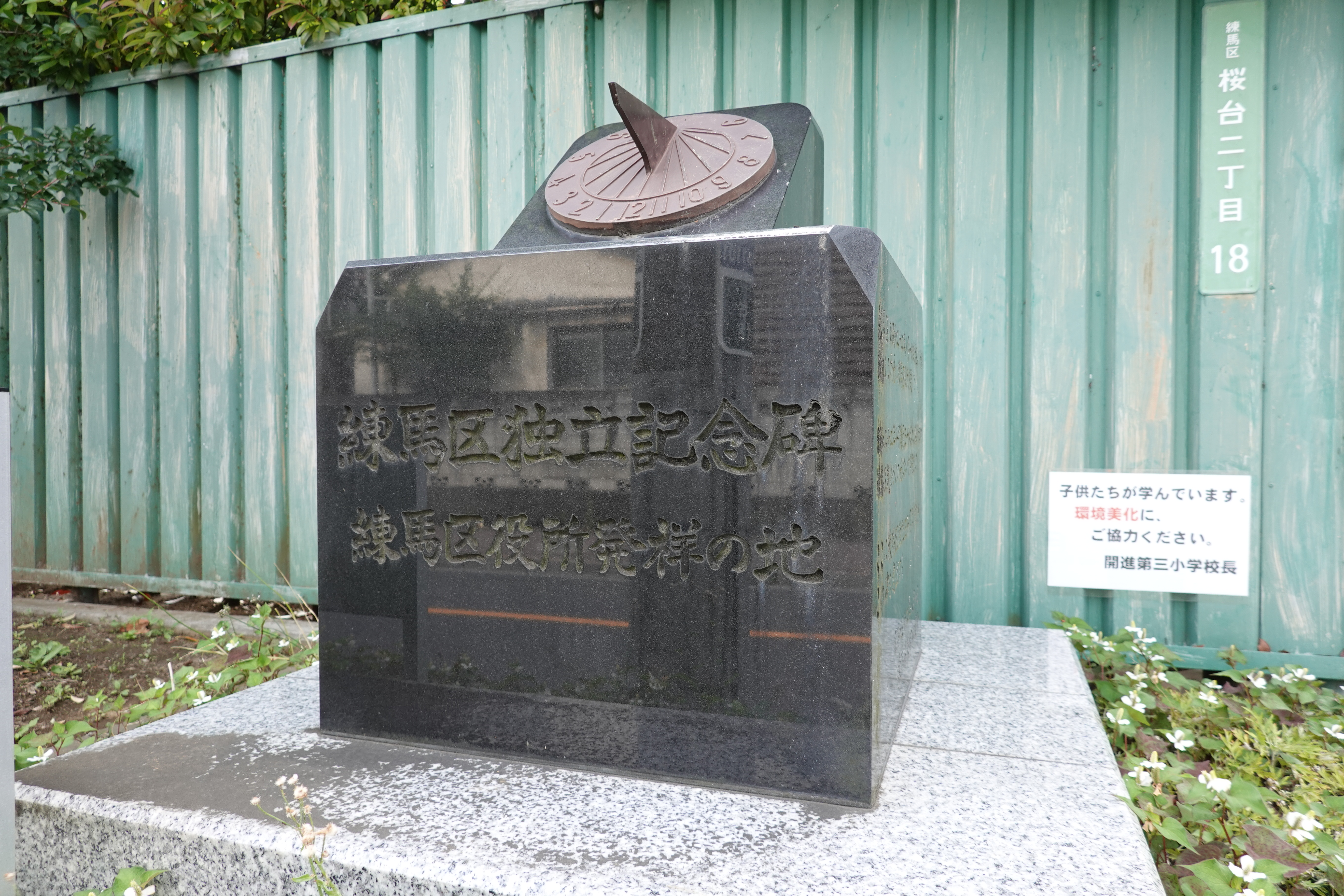
練馬区独立記念碑

### 近現代
昭和時代
- 1947年（昭和22年） - 板橋区から分区し、23番目の区として誕生
- 1949年（昭和24年） - 練馬区役所が現在地に移転
- 1951年（昭和26年） - 自衛隊練馬駐屯地ができる。
- 1953年（昭和28年） - 板橋区との境界を変更する[13]。
- 1957年（昭和32年） - 一部を板橋区へ編入する[14]。
- 1961年（昭和36年） - 白子川改修に伴い、大和町との境界を変更する[15]。
- 1973年（昭和48年） - アメリカ軍からグラントハイツ（光が丘）が返還される。
- 1983年（昭和58年） - 非核都市練馬区宣言

### 現代
平成時代
- 1989年（平成元年） - 区歌「わが街・練馬」制定
- 1998年（平成10年） - 交通安全都市練馬区宣言
- 2001年（平成13年） - 健康都市練馬区宣言
- 2006年（平成18年） - 環境都市練馬区宣言
- 2007年（平成19年） - 人口70万人に到達

## 行政

### 区長
- 区長：前川燿男（3期目）
- 任期：2014年4月20日 - 2026年4月19日（予定）[16]

### 役所
石神井庁舎
区西部（石神井・大泉地区）の住民の便宜を図るため、石神井公園駅近くに石神井庁舎（しゃくじいちょうしゃ）が設置されており、戸籍や住民票に係る届出や証明書発行、納税証明書の発行が、夜間・休日でも行うことができる。休日急患診療所も併設している（石神井町三丁目30-26）。
区民センター
区役所出張所と区民ホールなどとの複合施設である区民センターが区内3箇所に設置されている。
- 中村橋区民センター（貫井一丁目9-1）
- 関区民センター（関町北一丁目7-2）
- 光が丘区民センター（光が丘二丁目9-6）

### 事務所
練馬区の出先機関。「区」の行政機構の一部を分担し、「地域の区役所」としての機能を果たす。住民異動届の受付や証明書の発行、福祉サービスなどの受付、各種公金の収納などの窓口サービスを行う。「区民センター」と呼ばれる複合施設内に設置されていることもある。
なお出張所は2016年度限り（平成29年3月31日）を以て全廃（業務を近隣の郵便局に委託）となり、その多くは地域集会所へと模様替えしている。
区民事務所
- 練馬区民事務所（豊玉北六丁目12-1 練馬区役所内）
- 早宮区民事務所（早宮一丁目44-19）
- 光が丘区民事務所（光が丘二丁目9-6 光が丘区民センター内）
- 石神井区民事務所（石神井町三丁目30-26 石神井庁舎内）
- 大泉区民事務所（東大泉一丁目28-1リズモ大泉学園4階）
- 関区民事務所（関町北一丁目7-2 関区民センター内）

出張所
平成29年3月31日を以て廃止された。
- 桜台出張所→桜台地域集会所（桜台一丁目22-9）
- 第二出張所→早宮地域集会所（早宮一丁目44-19 早宮区民事務所併設）
- 第三出張所→廃止（貫井一丁目9-1 中村橋区民センター内）
- 第四出張所→春日町地域集会所（春日町五丁目30-1）
- 第五出張所→土支田中央地域集会所（土支田二丁目32-8）
- 第六出張所→旭町地域集会所（旭町三丁目11-6）
- 第七出張所→田柄地域集会所（田柄二丁目6-22）
- 第八出張所→廃止（北町二丁目26-1 北町地区区民館併設）
- 谷原出張所→練馬高野台駅前地域集会所（高野台一丁目7-29）
- 関出張所→関区民事務所に昇格（関町北一丁目7-2 関区民センター内）
- 上石神井出張所→上石神井南地域集会所（上石神井一丁目6-16）
- 大泉西出張所→南大泉地域集会所（南大泉五丁目26-19）
- 大泉北出張所→大泉北地域集会所（大泉学園町四丁目21-1）

### 財政
1人あたりの債権額が全国の区市町村で10番目に少ない。

### 区政の課題

#### 災害対策
練馬区は住宅都市としての性格から、木造住宅の密集地帯が多く、道路も細く曲がったものが多い。そのため地震が起きたときに火災が広がりやすく、災害弱者の人などが逃げ遅れる危険性が高くなっている。関東大震災級の大地震が起きた場合、区内の6割の面積が焼失し、被災者は34万人にもなるというデータも発表されている。そのため、練馬区では一時集合場所や避難道路、避難場所を指定し、集団で避難するため住民組織の結成を急いでいる。

#### 医療対策
豊島園駅、中村橋駅および鷺ノ宮駅近辺の救急医療機関が、手薄である。
地域医療振興協会練馬光が丘病院、順天堂大学医学部附属練馬病院、練馬総合病院は、練馬区役所のある練馬駅から乗り換えなしで行ける、光が丘駅や練馬高野台駅、江古田駅近くに建設され、練馬区保健所、練馬休日急患診療所、練馬区医師会訪問介護ステーションも練馬区役所のある練馬駅最寄に建設された。区の北側の東武東上線や東京メトロ有楽町線沿線の近くには、このような区の関わった医療機関がなく（豊島区、板橋区、埼玉県内の医療機関を含めれば充実している）、訪問介護も手薄である。人工透析を受けられる医院は、区内に4院ある。

#### インフラの区役所近辺への偏在
練馬区役所が練馬駅前に所在しているため、区の主な機関や病院、福祉施設、交通機関などのインフラは、西武池袋線沿線に集中する傾向があり、東武東上線や有楽町線、西武新宿線沿線はインフラ整備が遅れている。西武池袋線石神井公園駅から徒歩10分には証明書発行などの行政手続きも受けられる石神井庁舎があり、急患の受け入れが休日・24時間可能な診療所も設置されている。また、西武池袋線練馬高野台駅前には、病床数約490床の順天堂大学医学部附属練馬病院が区の働き掛けで建設された。西武池袋線は高架化工事が行われ、いわゆる、「開かずの踏み切り」問題が解消されている一方で、東武東上線や西武新宿線沿線住民は放置されたままである。このように、特に区内北部の住民への行政サービスは行き届いておらず、深刻なインフラの格差として、早急な是正が求められている。

#### 交通対策
- 都営大江戸線の区西部（大泉学園町）方面への延伸は、鉄道の僻地解消のため長年の課題とされているが、建設費や住宅地の地下を掘削するための諸手続きなどが難航。計画はあるものの具体的な日程は明らかに出来ない状況である。
- 東武練馬駅を北口の不動通りから南口の川越街道（国道254号）に抜ける道路建設、地下道建設、エスカレーター導入、車の交通規制なども計画が頓挫し、実現していない。
- 東京8号線に関する「答申第15号」では、保谷 - 練馬間で西武池袋線を複々線化するよう示されていたものの中村橋 - 護国寺間は削除されている。

## 議会

### 都議会
2021年東京都議会議員選挙
- 選挙区：練馬区選挙区
- 定数：7人（※2021年の選挙から6人→7人に変更）
- 任期：2021年7月23日 - 2025年7月22日
- 投票日：2021年7月4日
- 当日有権者数：610,630人
- 投票率：43.68％

| 候補者名   | 当落 | 年齢 | 所属党派           | 新旧別 | 得票数   |
| ---------- | ---- | ---- | ------------------ | ------ | -------- |
| 小林健二   | 当   | 51   | 公明党             | 現     | 37,209票 |
| 藤井智教   | 当   | 45   | 立憲民主党         | 現     | 35,286票 |
| 戸谷英津子 | 当   | 57   | 日本共産党         | 現     | 32,963票 |
| 尾島紘平   | 当   | 32   | 都民ファーストの会 | 現     | 26,341票 |
| 村松一希   | 当   | 40   | 都民ファーストの会 | 現     | 25,183票 |
| 柴崎幹男   | 当   | 65   | 自由民主党         | 現     | 20,839票 |
| 山加朱美   | 当   | 67   | 自由民主党         | 元     | 20,460票 |
| 池尻成二   | 落   | 66   | 無所属             | 新     | 19,695票 |
| 小川佳子   | 落   | 53   | 自由民主党         | 新     | 17,718票 |
| 若旅啓太   | 落   | 31   | 日本維新の会       | 新     | 17,119票 |
| 松田美樹   | 落   | 34   | 諸派               | 新     | 3,669票  |
| 成田遼介   | 落   | 29   | 無所属             | 新     | 3,368票  |
| 岩江志朗   | 落   | 61   | 無所属             | 新     | 1,344票  |
| 須澤秀人   | 落   | 67   | 嵐党               | 新     | 959票    |

2017年東京都議会議員選挙
- 選挙区：練馬区選挙区
- 定数：6人
- 投票日：2017年7月2日
- 当日有権者数：595,935人
- 投票率：51.99％

| 候補者名   | 当落 | 年齢 | 所属党派           | 新旧別 | 得票数   |
| ---------- | ---- | ---- | ------------------ | ------ | -------- |
| 村松一希   | 当   | 36   | 都民ファーストの会 | 新     | 53,948票 |
| 尾島紘平   | 当   | 28   | 都民ファーストの会 | 新     | 53,780票 |
| 小林健二   | 当   | 47   | 公明党             | 現     | 43,577票 |
| 戸谷英津子 | 当   | 53   | 日本共産党         | 新     | 34,238票 |
| 柴崎幹男   | 当   | 61   | 自由民主党         | 現     | 32,624票 |
| 藤井智教   | 当   | 41   | 民進党             | 新     | 29,339票 |
| 山加朱美   | 落   | 63   | 自由民主党         | 現     | 27,098票 |
| 菊地靖枝   | 落   | 54   | 生活者ネットワーク | 新     | 15,931票 |
| 浅野克彦   | 落   | 42   | 民進党             | 現     | 13,442票 |
| 渋谷誠     | 落   | 53   | 環境党             | 新     | 1,274票  |

### 衆議院
東京都第9区
- 選挙区：東京9区（練馬区西部）
- 任期：2024年10月28日 -
- 投票日 : 2024年10月27日
- 当日有権者数：307,404人
- 投票率：57.93％

| 当落 | 候補者名   | 年齢 | 所属党派         | 新旧別 | 得票数   | 得票率 | 重複 | 備考                                 |
| ---- | ---------- | ---- | ---------------- | ------ | -------- | ------ | ---- | ------------------------------------ |
| 当   | 山岸一生   | 43   | 立憲民主党       | 前     | 75,474票 | 44.14% | ○    |                                      |
|      | 菅原一秀   | 62   | 無所属           | 元     | 64,798票 | 37.89% |      | 自由民主党籍、自由民主党・公明党推薦 |
|      | 大河内茂太 | 53   | 日本維新の会     | 新     | 23,488票 | 13.74% | ○    |                                      |
|      | 大津綾香   | 31   | みんなでつくる党 | 元     | 7,245票  | 4.24%  | ○    |                                      |

東京都第28区
- 選挙区：東京28区（練馬区（9区に属しない区域））
- 任期：2024年10月28日 -
- 投票日 : 2024年10月27日
- 当日有権者数：313,446人
- 投票率：57.16％

| 当落 | 候補者名 | 年齢 | 所属党派     | 新旧別 | 得票数   |        | 重複 |
| ---- | -------- | ---- | ------------ | ------ | -------- | ------ | ---- |
| 当   | 高松智之 | 50   | 立憲民主党   | 新     | 50,626票 | 29.12% | ○    |
| 比当 | 安藤高夫 | 65   | 自由民主党   | 元     | 50,290票 | 28.93% | ○    |
|      | 奥村祥大 | 30   | 国民民主党   | 新     | 34,930票 | 20.09% | ○    |
|      | 高野直美 | 70   | 日本共産党   | 新     | 14,530票 | 8.36%  |      |
|      | 藤川隆史 | 68   | 日本維新の会 | 新     | 12,344票 | 7.10%  | ○    |
|      | 江崎早苗 | 38   | 参政党       | 新     | 11,109票 | 6.39%  | ○    |

比例代表
| 政党名称 | 政党名称         | 得票数       | 得票率 |
| -------- | ---------------- | ------------ | ------ |
|          | 自由民主党       | 79,196票     | 22.17% |
|          | 立憲民主党       | 75,841.678票 | 21.23% |
|          | 国民民主党       | 57,117.320票 | 15.99% |
|          | 公明党           | 30,420票     | 8.47%  |
|          | 日本維新の会     | 26,936票     | 7.54%  |
|          | 日本共産党       | 26,164票     | 7.32%  |
|          | れいわ新選組     | 24,059票     | 6.74%  |
|          | 参政党           | 12,735票     | 3.57%  |
|          | 日本保守党       | 10,688票     | 2.99%  |
|          | 社会民主党       | 05,603票     | 1.57%  |
|          | みんなでつくる党 | 02,327票     | 0.65%  |

## 国家機関

### 防衛省
自衛隊
- 陸上自衛隊
  - 陸上総隊
    - 陸上総隊司令部（朝霞駐屯地）

  - 東部方面隊
    - 東部方面総監部（朝霞駐屯地）
    - 第1師団司令部（練馬駐屯地）
- 自衛隊東京地方協力本部練馬地域事務所

### 法務省
- 東京法務局練馬出張所
- 東京少年鑑別所

### 厚生労働省
- 上石神井庁舎‐本省の職業安定局及び労働基準局に属する一部部署が使用。

### 国土交通省
- 関東運輸局東京運輸支局 練馬自動車検査登録事務所 - 自動車のナンバープレートの練馬ナンバーはここで登録されたもの。

### 国税庁
- 練馬西税務署
- 練馬東税務署

### 独立行政法人
- 労働政策研究・研修機構（厚生労働省上石神井庁舎隣接）

## 施設

### 警察
- 警視庁
  - 練馬警察署
  - 光が丘警察署
  - 石神井警察署

### 消防
- 東京消防庁
  - 第十方面本部（石神井町2-16-1）※ 石神井消防署石神井公園出張所併設

消防署
- 練馬消防署（豊玉北5-1-8）特別救助隊1・救急隊1
  - 平和台出張所（平和台4-9-3）救急隊1
  - 貫井出張所（貫井5-17-4）特別消火中隊・救急隊1
- 光が丘消防署（光が丘2-9-1）救急隊1
  - 北町出張所（北町2-35-5）特別消火中隊・救急隊1
- 石神井消防署（下石神井5-16-8）特別救助隊・救急隊1
  - 関町出張所（関町北1-5-14）救急隊1
  - 大泉出張所（東大泉6-34-44）特別消火中隊・救急隊1
  - 大泉学園出張所（大泉学園町1-7-11）救急隊1
  - 石神井公園出張所（石神井町2-16-1）救急隊1

### 医療
救急病院
- 順天堂大学医学部附属練馬病院（高野台三丁目）
- 地域医療振興協会練馬光が丘病院（光が丘二丁目）
- 練馬総合病院（旭丘一丁目）
- 大泉生協病院（東大泉六丁目）
- 北町病院（北町二丁目）
- 小山病院（石神井町三丁目）
- 練馬休日急患診療所（豊玉北六丁目） 練馬区役所東庁舎2階
- 練馬区夜間救急こどもクリニック（豊玉北六丁目） 練馬区役所東庁舎2階
- 石神井休日急患診療所（石神井町三丁目） 石神井庁舎地下1階

### 郵便局
郵便番号
- 区内全域が170番台で、練馬区では上3桁は176、177、178、179に分かれる。
  - 176-XXXX　練馬郵便局
  - 177-XXXX　石神井郵便局
  - 178-XXXX　大泉郵便局
  - 179-XXXX　光が丘郵便局

### 文化施設
図書館
- 練馬区立練馬図書館
- 練馬区立石神井図書館
- 練馬区立大泉図書館
- 練馬区立光が丘図書館
- 練馬区立平和台図書館
- 練馬区立関町図書館
- 練馬区立貫井図書館
- 練馬区立稲荷山図書館
- 練馬区立小竹図書館
- 練馬区立春日町図書館
- 練馬区立南田中図書館
- 練馬区立南大泉図書館
- 練馬区立南大泉図書館分室こどもと本のひろば

その他、高野台、豊玉、石神井公園駅、大泉学園駅、北町、上石神井の各受取窓口を設置している。
- 労働図書館

美術館・博物館
- 東映アニメーションミュージアム
- 練馬区立美術館

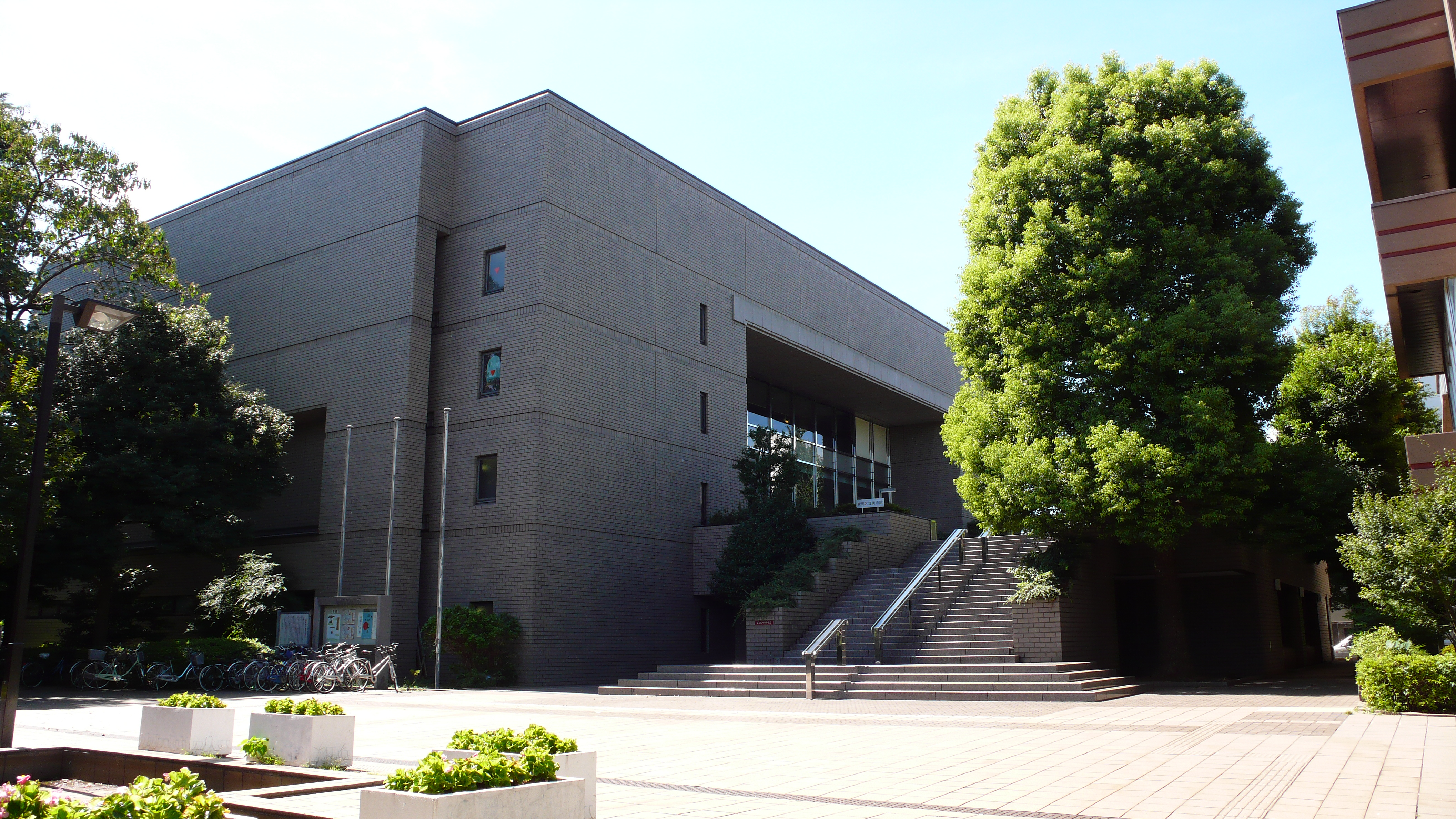
練馬区立美術館

- 練馬区立石神井公園ふるさと文化館 - 2010年（平成22年）3月28日開館。元練馬区郷土資料館。
- ちひろ美術館・東京 - 世界初の絵本美術館
- 武蔵野音楽大学楽器博物館
- 日本大学芸術学部芸術資料館

## 対外関係

### 姉妹都市・提携都市

#### 国内
- 長野県上田市
  - 旧武石村のときから友好都市となっている。区立の教育施設である「ベルデ武石」も設置している。

#### 海外
- オーストラリア連邦 クイーンズランド州イプスウィッチ
- 中華人民共和国 北京市海淀区

## 経済

### 第一次産業

#### 農業

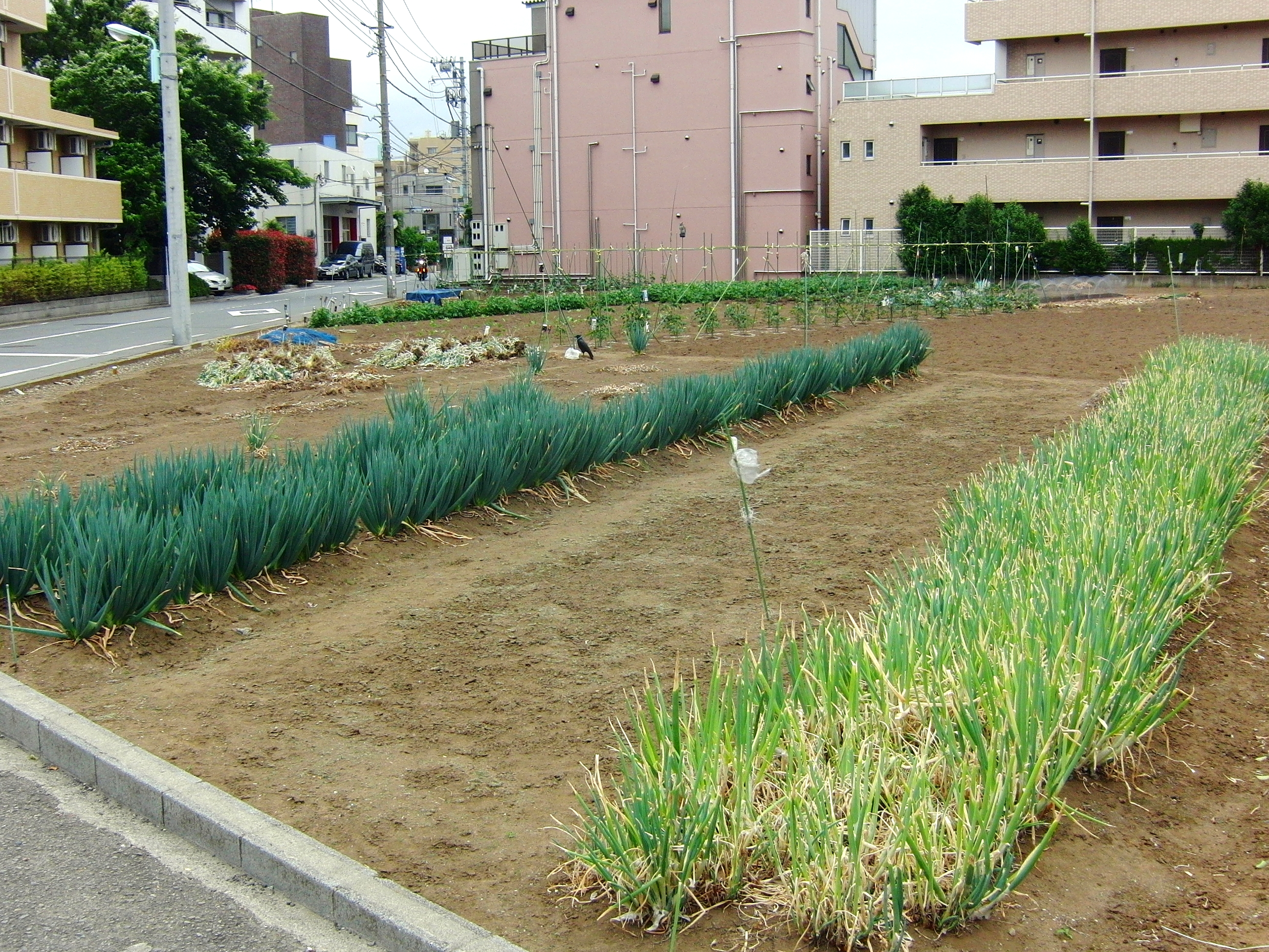
練馬区の畑（練馬区羽沢三丁目）

- 農地面積 - 342haで、23区内では最大となる。
- 農家総数 - 671戸
  - 販売農家 - 443戸
    - 専業 - 87戸
    - 兼業 - 356戸

  - 自給的農家 - 228戸
- 農作物 - キャベツ・芝生・草花などが主流。キャベツは都内の生産量の約40%を占めている。
- 練馬大根 - 主に漬物用に栽培されているが生産量は少ない。

### 第二次産業

#### 工業
製造業
- 工場数 - 858（平成15年12月現在・練馬区統計書平成17年版　工業統計調査）
- 従業者数 - 6,484（同上）
  - 常用労働者 - 5,994人
  - 事業主・家族従業者 - 490人
- 製造品出荷額 - 1025億円（同上）
- 付加価値額 - 536億円
  - 小工場が圧倒的に多く従業者数が1 - 3人の工場が全体の約53%を占める。従業者数が20人以上の工場は全体の8%に過ぎず、300人以上の工場は存在しない。練馬区の製造業は厳しい状況が続いており、工場数は昭和53年の2,194をピークにほぼ一貫して減少を続けている。平成15年には昭和42年以来、初めて工場数が3桁台に突入した。また、製造品出荷額も昭和60年、1906億円に達して以来同様に減少傾向が続いている。
  - 工場の分布は西武池袋線の江古田駅・富士見台駅・大泉学園駅、東武東上線の東武練馬駅の周辺に多くある。
- 製造業の種類（産業別）は、衣服・その他繊維製品の工場が17%と最も多く、出版・印刷 (16%)、食料品 (8%) と続く。

### 第三次産業

#### 商業
- 卸売業（平成16年・練馬区統計書平成17年版　商業統計調査）
  - 商店数　1300
  - 従業者数　10881
  - 年間販売額　585,061（百万円）
- 小売業（同上）
  - 商店数　4,291
  - 従業者数　29,161
  - 年間販売額　466,572（百万円）
- 飲食店（平成4年・版練馬区統計書平成17年　商業統計調査）
  - 商店数　1,722
  - 従業者数　10,264
  - 年間販売額　51,734（百万円）

主な商業施設
- ココネリ（Coconeri）

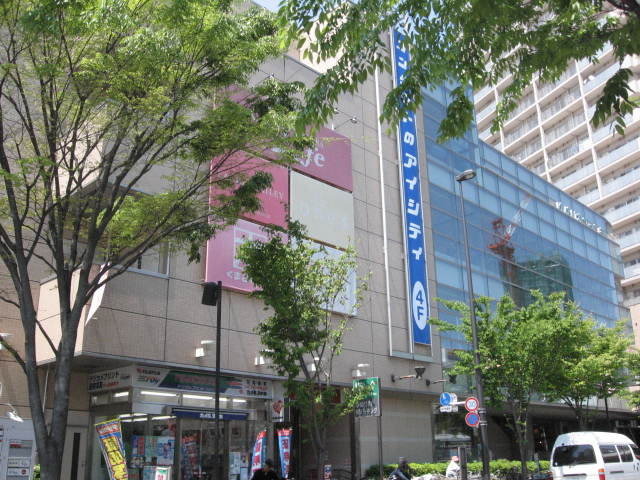
ゆめりあフェンテ（大泉学園駅前）

- いなげや（練馬上石神井南店、練馬南大泉店）
- ina21（練馬中村南店、練馬東大泉店）
- 大泉学園ゆめりあフェンテ
- オオゼキ練馬店
- クイーンズ伊勢丹石神井公園店
- ジェーソン（練馬春日町店、練馬石神井台店、練馬高松店、練馬中村橋店、練馬西大泉店、練馬氷川台店）
- スーパーバリュー（旧大川ホームセンター）練馬大泉店
- 西友（練馬店、豊玉南店、中村橋店、桜台店、上石神井店、関町店）
- ダイクマ平和台店
- 大丸ピーコック高野台店
- 東武ストア練馬豊玉店
- ドン・キホーテ（練馬店、エッセンス関町店）
- PC DEPOT平和台店
- コモディイイダ（大泉店、中村橋店、氷川台店）
- 光が丘IMA（LIVIN光が丘店・イオン練馬店・専門店街・ダイソー・光ケ丘サザン）
- マルエツ（南大泉店、大泉学園店、練馬高松店、田柄店）
- ヤマダデンキテックランド（練馬本店、大泉学園店、平和台駅前店）
- コジマNEW豊玉店
- ノジマ練馬駅前店
- ヨークマート（石神井店、練馬平和台店）
- ライフ（石神井公園店、石神井台店、西大泉店、エクストラ大泉学園駅前店、平和台店、氷川台店、土支田店、練馬中村北店、新桜台駅前店、ココネリ練馬駅前店）
- サミットストア（大泉学園店、環八南田中店、石神井公園店、石神井台店、練馬春日町店、氷川台駅前店）
- LIVINオズ大泉店
- アキダイ関町本店、中村橋店
- ベルク高松店

### 拠点を置く企業
東証プライム
- 東映
- 太陽インキ製造
- タムラ製作所
- 日本高純度化学

東証スタンダード
- 鈴茂器工
- 東映アニメーション
- 平賀

非上場
- 虫プロダクション
- 三笠製薬
- 株式会社ケーアイ・フレッシュアクセス（伊藤忠商事・住友商事グループ）
- 櫻井音楽工房
- ブロッコリー（ハピネットの連結子会社）
- 品川電線
- かちどき製粉株式会社
- アカオアルミ
- ナムコ - 自動販売機向け食品サービス業。同名のバンダイナムコホールディングス傘下の企業とは別法人
- 株式会社ドワーフ - NHKのマスコットキャラクター・「どーもくん」や「こまねこ」などストップモーション・アニメーションを主に手掛けている
- ソシオコーポレーション - ロケットニュース24の配信元
- B&V（カラオケ館を運営）
  - シダックス・コミュニティー
- 日立空調関東（日立グループ）
- セイキ総業
- ジョッキ（極洋のグループ会社）
- ナイル商会 - インドの独立運動家であり銀座「ナイルレストラン」の創業者であるA・M・ナイルの名を冠した食品会社[18]

## 情報・生活

### マスメディア

#### 放送局
ケーブルテレビ
- J:COM東京
- 練馬放送（インターネットラジオ） - 2024年9月27日を以って休止
- 練馬TV（YouTube & Ustream配信） - 2016年以降休止

### ライフライン

#### 電力
- 東京電力

#### ガス
- 東京ガス

#### 上下水道
- 東京都庁

#### 電信
- NTT東日本

市外局番
- 練馬区の大半は「03」であるが、陸上自衛隊朝霞駐屯地内（大泉学園町9-4）の一般電話、および埼玉県新座市に囲まれた飛地である西大泉町1179番地における市外局番は「048」である。
- 「03」地域の市内局番は大半が上から2桁目が「9」（39XX、59XX、69XX）となっているが、同じく「9」が使われる豊島区や板橋区と同様に1984年以降は枯渇対策で「5」や「8」（35XX、38xx、58XXなど）も割り当てられている。

## 教育

### 大学
私立
- 武蔵大学 江古田キャンパス
- 武蔵野音楽大学 江古田キャンパス
- 日本大学 芸術学部。江古田キャンパス
- 上智大学 石神井キャンパス

上智大学は西武新宿線武蔵関駅に近く、他3校はいずれも西武池袋線江古田駅から程近い。

### 中等教育学校
国立
- 東京学芸大学附属国際中等教育学校

### 高等学校
都立
- 大泉高等学校
- 石神井高等学校
- 井草高等学校
- 大泉桜高等学校
- 田柄高等学校
- 練馬高等学校
- 光丘高等学校
- 練馬工科高等学校
- 第四商業高等学校

私立
- 武蔵高等学校
- 早稲田大学高等学院
- 富士見高等学校
- 英明フロンティア高等学校

本区の高校は、高校野球においては西東京大会に出場する。

### 中学校
都立
- 大泉高等学校附属中学校

区立
- 旭丘中学校
- 大泉中学校
- 大泉第二中学校
- 大泉西中学校
- 大泉北中学校
- 大泉学園中学校
- 開進第一中学校
- 開進第二中学校
- 開進第三中学校
- 開進第四中学校
- 北町中学校
- 上石神井中学校
- 石神井中学校
- 石神井西中学校
- 石神井東中学校
- 石神井南中学校
- 関中学校
- 田柄中学校
- 豊玉中学校
- 豊玉第二中学校
- 中村中学校
- 貫井中学校
- 練馬中学校
- 練馬東中学校
- 光が丘第一中学校
- 光が丘第二中学校
- 光が丘第三中学校
- 豊渓中学校
- 南が丘中学校
- 三原台中学校
- 八坂中学校
- 谷原中学校

私立
- 武蔵中学校
- 早稲田大学高等学院中学部
- 富士見中学校
- 英明フロンティア中学校

### 小学校
国立
- 東京学芸大学附属大泉小学校

区立
- 旭丘小学校
- 旭町小学校
- 大泉小学校
- 大泉第一小学校
- 大泉第二小学校
- 大泉第三小学校
- 大泉第四小学校
- 大泉第六小学校
- 大泉北小学校
- 大泉西小学校
- 大泉東小学校
- 大泉南小学校
- 大泉学園小学校
- 大泉学園緑小学校
- 開進第一小学校
- 開進第二小学校
- 開進第三小学校
- 開進第四小学校
- 春日小学校
- 北原小学校
- 北町小学校
- 北町西小学校
- 向山小学校
- 光和小学校
- 小竹小学校
- 上石神井小学校
- 上石神井北小学校
- 下石神井小学校
- 石神井小学校
- 石神井東小学校
- 石神井西小学校
- 石神井台小学校
- 関町小学校
- 関町北小学校
- 泉新小学校
- 高松小学校
- 田柄小学校
- 田柄第二小学校
- 立野小学校
- 豊玉小学校
- 豊玉第二小学校
- 豊玉東小学校
- 豊玉南小学校
- 仲町小学校
- 中村小学校
- 中村西小学校
- 練馬小学校
- 練馬第二小学校
- 練馬第三小学校
- 練馬東小学校
- 橋戸小学校
- 早宮小学校
- 光が丘四季の香小学校
- 光が丘春の風小学校
- 光が丘夏の雲小学校
- 光が丘秋の陽小学校
- 光が丘第八小学校
- 富士見台小学校
- 豊渓小学校
- 南が丘小学校
- 南田中小学校
- 南町小学校
- 八坂小学校
- 谷原小学校

私立
- 東京三育小学校

### 小中一貫教育校
区立
- 練馬区立小中一貫教育校 大泉桜学園

### 特別支援学校
都立
- 東京都立大泉特別支援学校
- 東京都立石神井特別支援学校
- 東京都立練馬特別支援学校

### インターナショナル・スクール
- アオバ・ジャパン・インターナショナルスクール 光が丘キャンパス

### その他の教育機関
- 東京カトリック神学院

## 交通

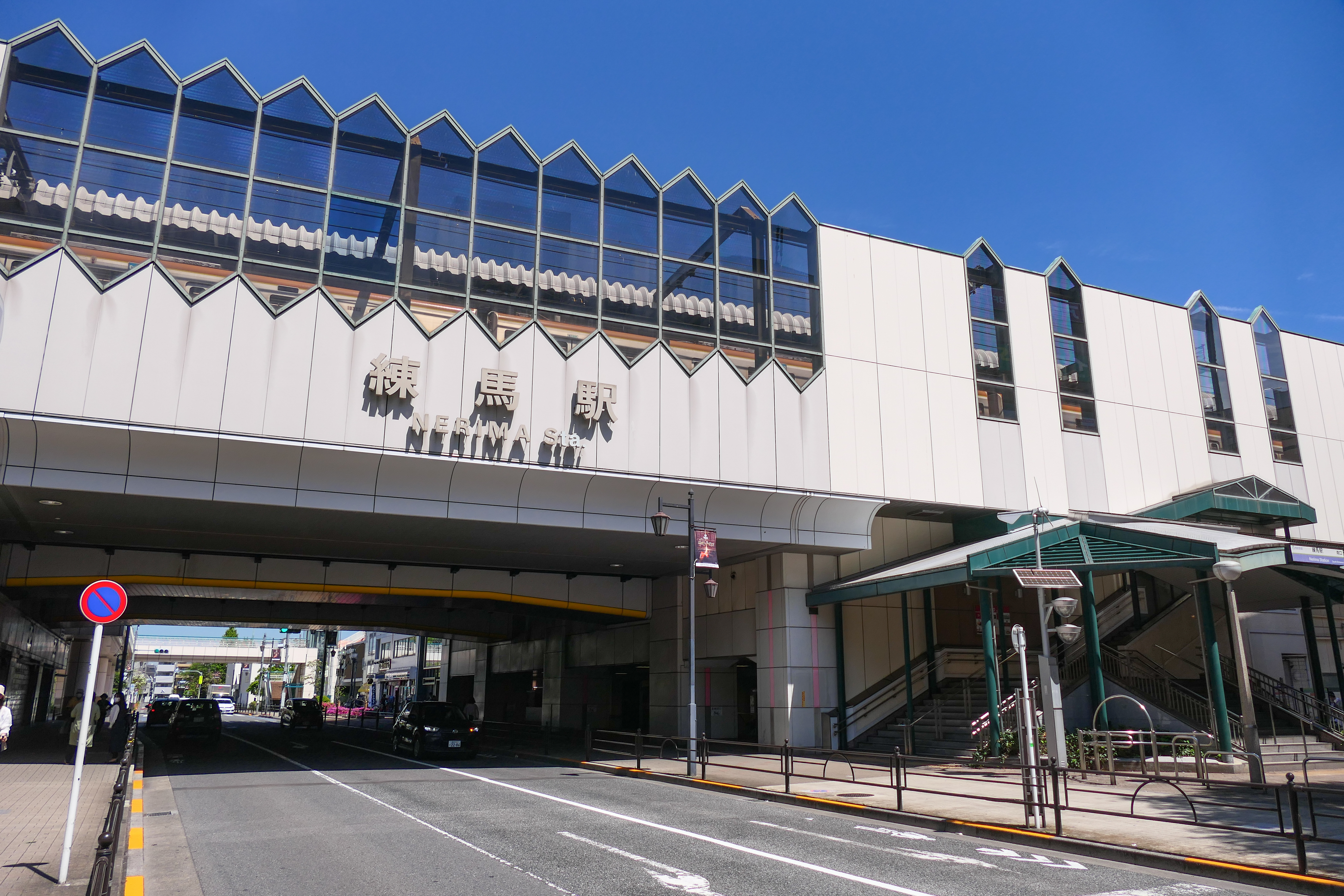
練馬駅

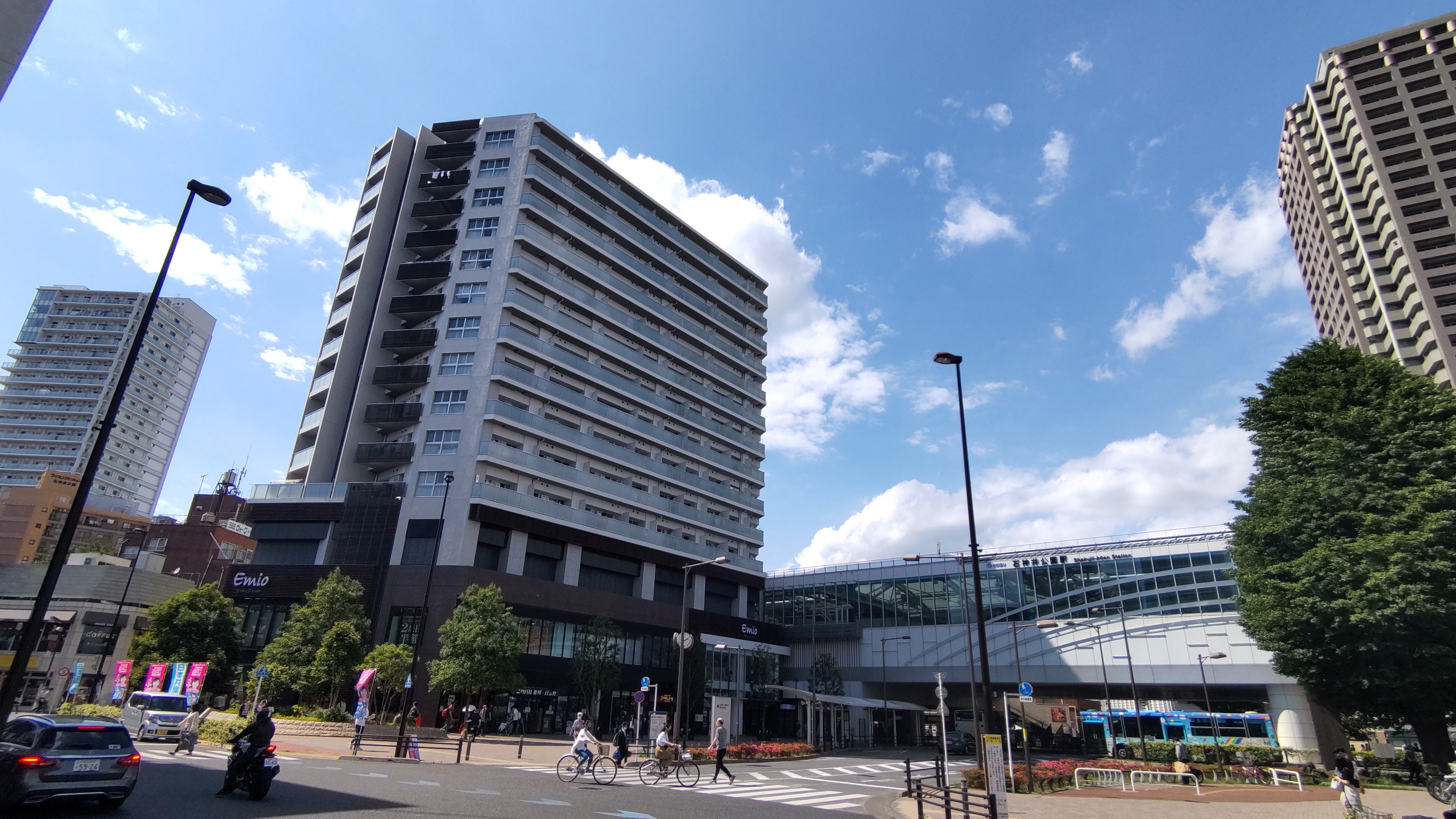
石神井公園駅

### 空港
- かつて、現在の光が丘に旧日本陸軍の特攻隊出撃基地、成増飛行場があった。

### 鉄道
西武鉄道
 池袋線
- 江古田駅 - 桜台駅 - 練馬駅 - 中村橋駅 - 富士見台駅 - 練馬高野台駅 - 石神井公園駅 - 大泉学園駅

 西武有楽町線
- 小竹向原駅 - 新桜台駅 - 練馬駅

 豊島線
- 練馬駅 - 豊島園駅

 新宿線
- 上石神井駅 - 武蔵関駅

東京地下鉄（東京メトロ）
 有楽町線
- 小竹向原駅 - 氷川台駅 - 平和台駅 - 地下鉄赤塚駅

 副都心線
- 小竹向原駅 - 氷川台駅 - 平和台駅 - 地下鉄赤塚駅

東京都交通局（都営地下鉄）
 都営大江戸線
- 練馬駅 - 豊島園駅 - 練馬春日町駅 - 光が丘駅

このほか東武東上線が区内を通過しているが、駅はない。また、東京23区内でJR線が通っていないのは、当区と世田谷区のみである。

### バス

#### 路線バス
一般路線バス営業所
- 西武バス
  - 練馬営業所
  - 上石神井営業所

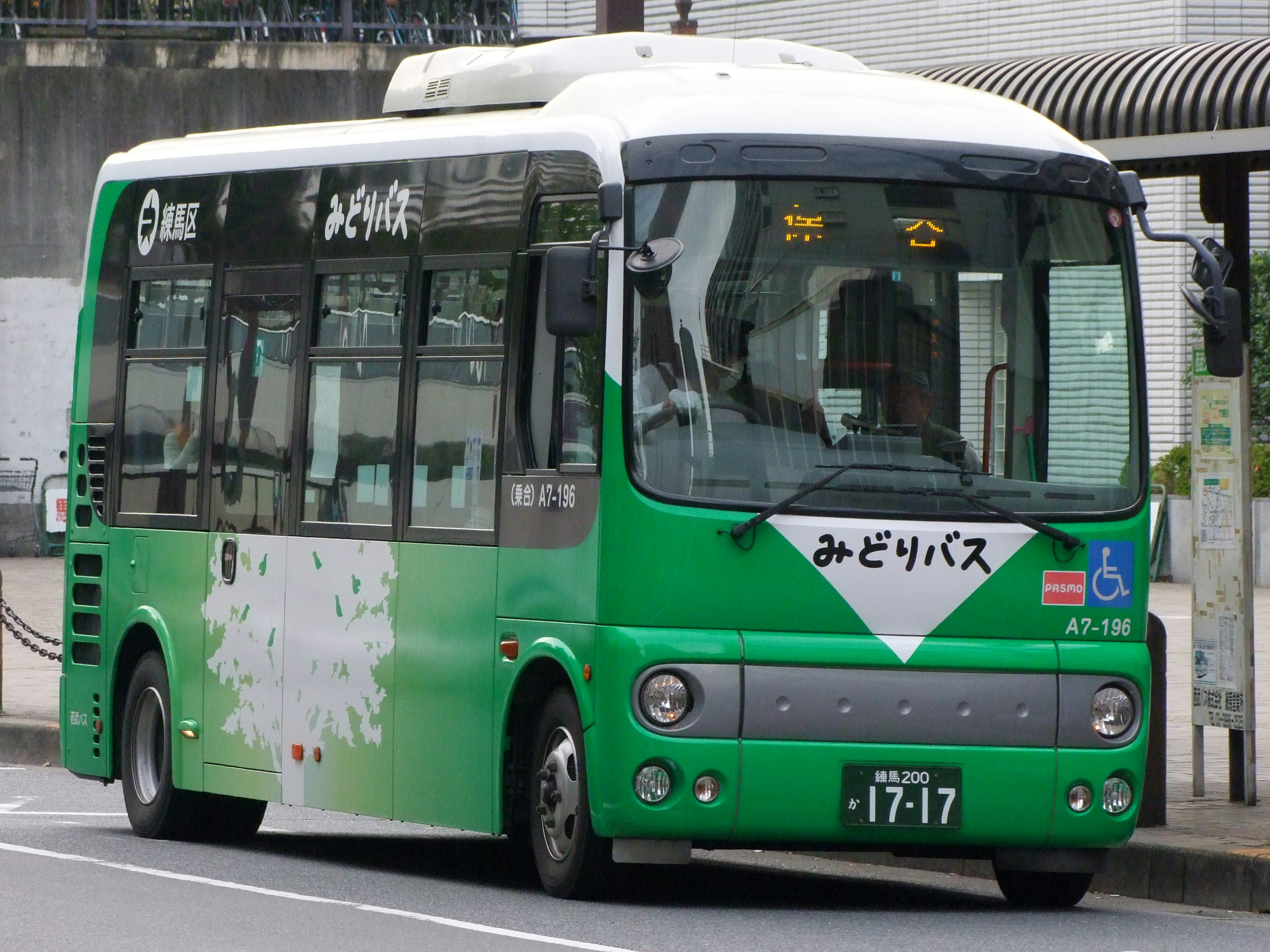
みどりバス(西武バス所有の小型車タイプ)

  - 滝山営業所・吉64系統の関町・立野町付近を担当している。
  - 新座営業所・大泉学園駅発の便を営業している。
- 都営バス
  - 北自動車営業所練馬支所
  - 小滝橋自動車営業所杉並支所・王78系統の豊玉付近を担当している。
- 国際興業バス
  - 練馬営業所
  - 赤羽営業所・赤31系統の豊玉付近を担当している。
  - 池袋営業所・池07系統の江古田二又から練馬総合病院付近を担当している。
- 関東バス
  - 青梅街道営業所
  - 丸山営業所・江古田駅付近の系統と練馬駅及び中村橋駅から中野駅行きを担当している。
  - 阿佐谷営業所・練馬駅や中村橋駅、石神井公園駅から荻窪駅、阿佐ヶ谷駅行きの便を担当している。
  - 五日市街道営業所・練馬駅と高円寺駅間の便を担当している。
  - 武蔵野営業所・武蔵関駅と三鷹駅間の便を担当している。営業所の建て替えに伴い2016年9月1日付けで青梅街道営業所に移管されたが、2022年4月16日付けで復帰した。
- 京王バス
  - 中野営業所・練馬駅から豊玉経由で中野駅行きの便を担当している。

コミュニティバス
2009年7月16日から、下記3種類あったものがみどりバスに愛称が統一された。
- 練馬区シャトルバス
- 練馬区バス交通実験
- 練馬区福祉コミュニティバス

他に、西東京市運営のはなバスにも区民利用がある。

### 道路

#### 高速道路
東日本高速道路（NEXCO東日本）
- E17関越自動車道
  - - 練馬IC -
- C3東京外環自動車道
  - - 大泉IC - 大泉JCT -
- 首都高速道路は当区は一切通っていない。東京２３区で首都高速道路が通っていない区は他は荒川区のみである。

#### 国道
- 国道17号（新大宮バイパス）
- 国道254号（川越街道）

#### 都道
- 環七通り
- 環八通り
- 笹目通り
- 目白通り - かつての清戸道。
- 富士街道 - かつてのふじ大山道。
- 旧早稲田通り - かつての所沢道。
- 千川通り - かつての千川上水が暗渠化されたもの。
- 青梅街道
- 新青梅街道

### ナンバープレート
練馬区は、練馬ナンバー（東京運輸支局）を割り当てられている。
練馬ナンバー割り当て地域
- 新宿区・文京区・中野区・豊島区・北区・練馬区

2012年8月1日からは、原動機付自転車のナンバープレートに、「メーテル」と「ねり丸」のカラーイラストを描いたオリジナルプレートを製作。5,000枚限定で交付。
練馬ナンバーから分離した地域

※管轄事務所は、関東運輸局東京運輸支局練馬自動車検査登録事務所のまま。
- 2014年11月17日に杉並区が割り当て地域から分離、杉並ナンバーの運用開始。
- 2020年5月11日に板橋区が割り当て地域から分離、板橋ナンバーの運用開始。

## 観光

### 名所・旧跡
- 練月山愛染院
- 牧野記念庭園 - 世界的に有名な植物学者、牧野富太郎博士の住居跡を整備した庭園。
- 氷川神社
- 江古田の富士塚 - 茅原浅間神社境内にある重要有形民俗文化財の富士塚。
- キャンプ・ドレイク跡 - 現在は和光市内に一部残るのみ。

### 観光スポット
レジャー施設
- 豊島園 庭の湯
- ユナイテッド・シネマとしまえん

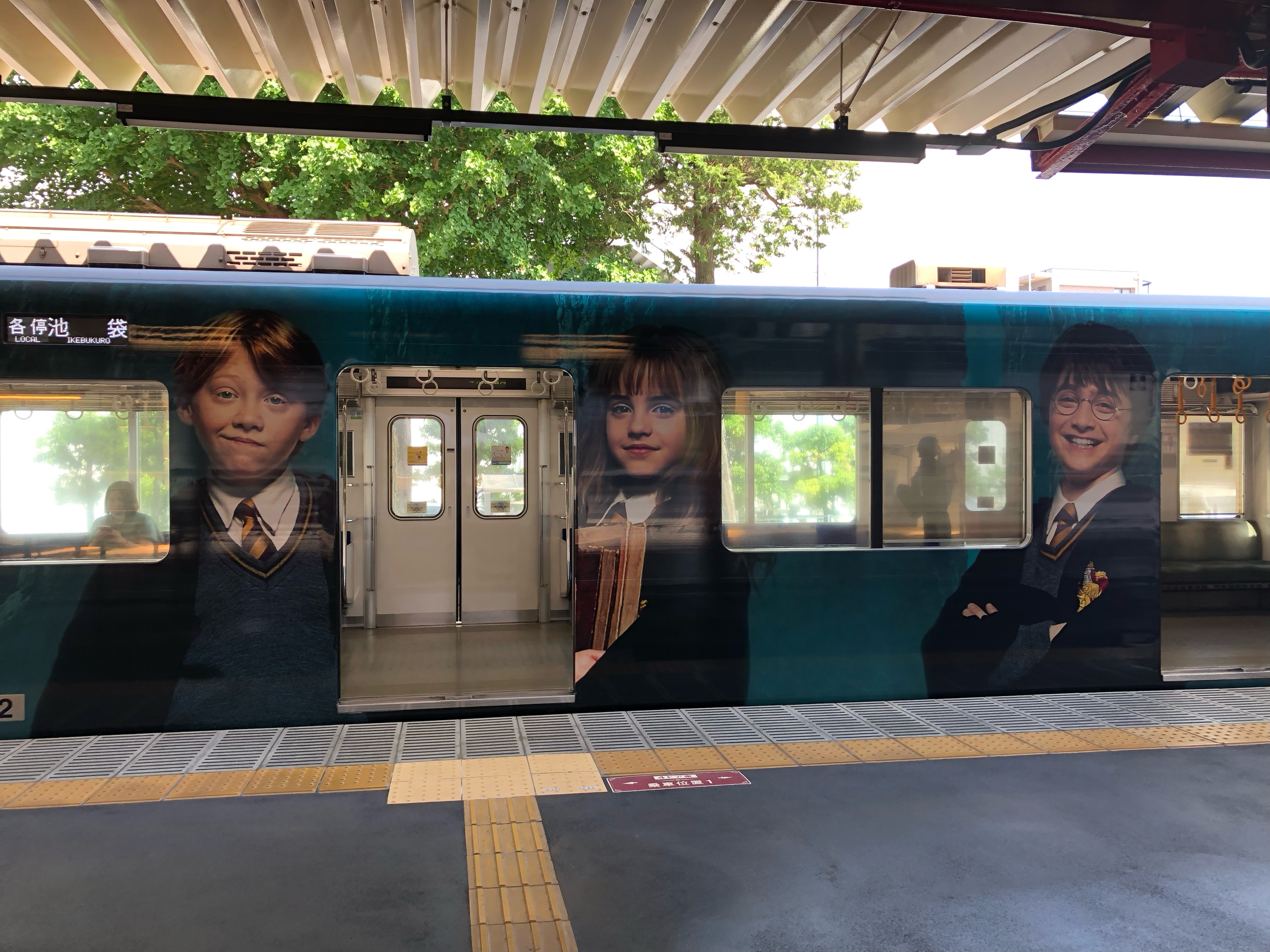
ワーナー ブラザース スタジオツアー東京 – メイキング・オブ・ハリー・ポッターが2023年に開業した。

- Tジョイ大泉 - 大泉学園の東映撮影所の敷地内にある。
- ワーナーブラザース スタジオツアー東京 ‐ メイキング・オブ・ハリー・ポッター

主なスポーツジム・アミューズメント施設など
- スポーツジム
  - ティップネス（練馬店、大泉学園前店、東武練馬店、氷川台店）
  - ルネサンス（石神井公園、富士見台、練馬高野台、光が丘）
  - セントラルスポーツ南大泉
  - JOYFIT24（光が丘、平和台、富士見台）
  - スポーツクラブNANKO
  - スポーツクラブNAS光が丘
  - 愛和スポーツクラブ
  - 成増ロンドスイミングスクール
  - 大泉スワロー体育クラブ
  - 大泉レッツスイミングスクール
  - 田柄スイミングクラブ
  - 東京イトマンスイミングスクール（富士見台校）
  - 東京ドルフィンクラブ/桜台スイミングスクール
  - HAYASHIフィットネス＆スパリゾート24平和台
  - NEXUSフェンシングクラブ東京
- ゆーポッポ（北町）
- お風呂の王様 光が丘店（名称は「光が丘店」であるが住所は板橋区赤塚新町である）
- 豊島園「庭の湯」トーホープラザ（ボウリング場、カー用品、ドンキホーテなど）

## 文化・名物

### 祭事・催事
- 照姫まつり - 石神井公園にて4月下旬（みどりの日付近）に行われる。
- ハワリンバヤル - モンゴルを紹介する日本最大級のモンゴルのフェスティバル。ゴールデンウィーク期間中に光が丘公園で開催。
- よさこい祭り in 光が丘公園 - 7月
- 練馬まつり - 10月
- 酉の市 - 11月
- 関のボロ市 - 12月
- 中村橋阿波踊り
- きたまち阿波踊り
- 練馬こぶしハーフマラソン- 3月

### 名産・特産
- キャベツ
- 練馬大根
- 沢庵漬けを中心とした漬物
- 練馬大根をモチーフにした最中やまんじゅうなどの菓子
- 東京手描友禅
- 練馬音頭

### アニメーション

#### 日本アニメ発祥の地
練馬区は、日本初のカラー長編劇場アニメ『白蛇伝』が制作された日本カラーアニメ発祥地である。また、1963年に世界初の毎週放送の本格的テレビアニメシリーズ『鉄腕アトム』（モノクロ）、1965年に日本初の（長期間の）本格的フルカラーテレビアニメシリーズ『ジャングル大帝』が生まれた、テレビアニメの発祥地でもある。『風の谷のナウシカ』やスタジオジブリ作品、『新世紀エヴァンゲリオン』、『ポケットモンスター』などの制作に関わったアニメプロダクションも多い。
東映動画（現東映アニメーション）の大泉スタジオからは、宮崎駿、高畑勲、りんたろう、大塚康生、細田守など、多くのアニメ関係者が巣立っていった。

#### 日本一のアニメ企業集積地

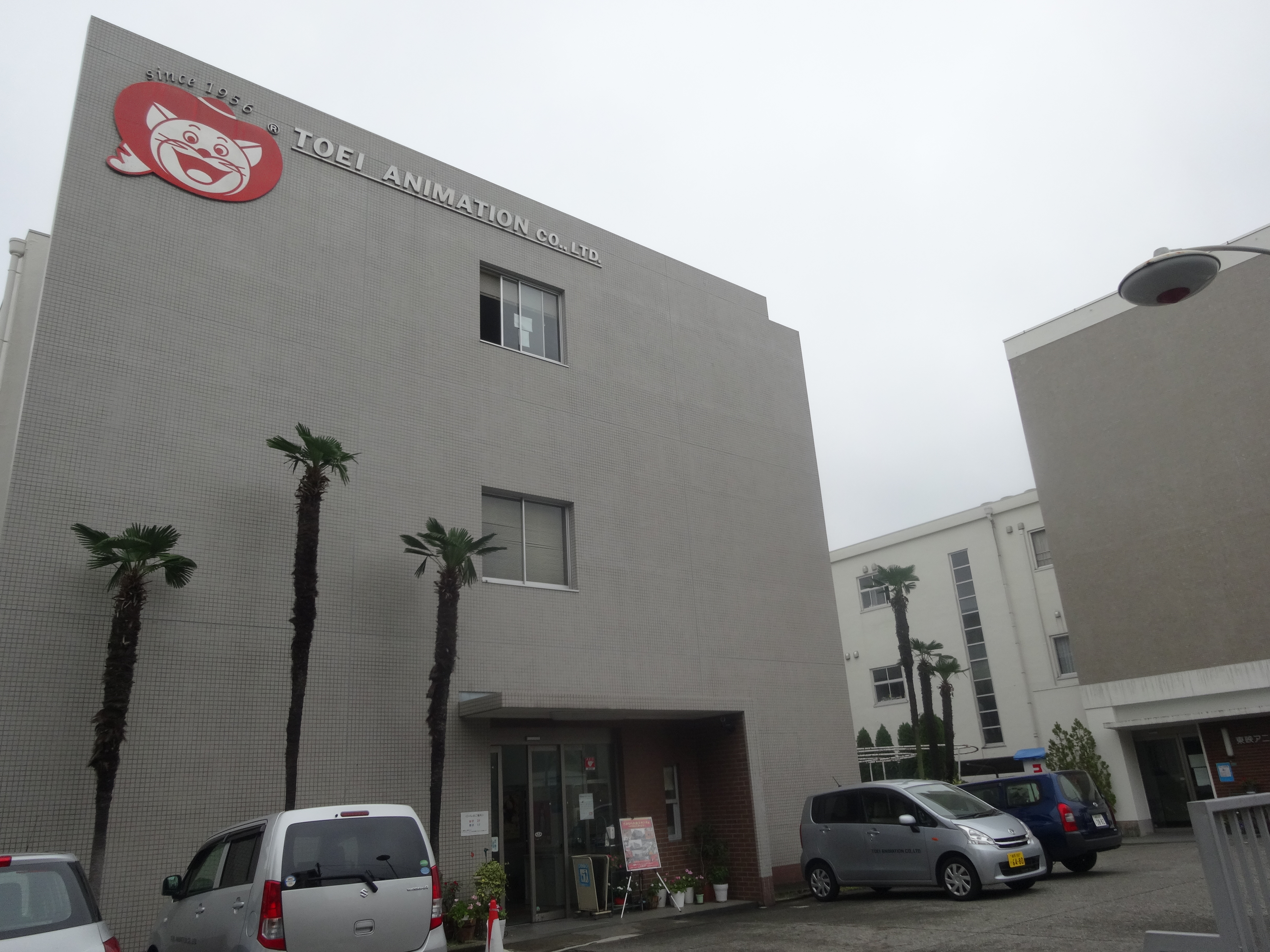
東映アニメーション 旧・大泉スタジオ（2014年当時）

練馬区は、東映アニメーション（旧：東映動画）や、手塚治虫の虫プロダクション（手塚プロダクションとは現在は無関係）など、アニメ関連企業数が94社（2007年現在）を数え、日本一のアニメ関連企業の集積地でもあり、これまでに数多くの作品が制作され、またその舞台となった（後述）。
アニメのみならず30年続くスーパー戦隊シリーズをはじめ、東映の得意とする特撮もこの地でのロケが多い。
2002年からは、年一回のペースで『練馬アニメフェスティバル』が大泉学園で開催され、商店街やNPOなどと連携し、アニメ振興を図っている。
2004年には、練馬アニメーション協議会が、虫プロや東映アニメーションなど、約50の事業所で設立され、練馬区のアニメ振興を計っている。同協議会は、前身のNPO法人「アニメミュージアムの会」（1994年設立）の時代から区内へのアニメミュージアムの建設を目指している。だが、東映アニメーションが2003年、独自に東映アニメーションギャラリー（現東映アニメーションミュージアム）を作ったため、重複論が浮上し、足踏み状態が続いている。
2006年、練馬アニメ協議会がフランスのアニメ企業との交流事業で渡仏、フランスからも2007年3月アニメ関係者が練馬区を訪問するなどの交流事業がきっかけとなり、2007年6月11日からフランスのアヌシーで毎年開催されているアヌシー国際アニメ見本市に、練馬区のアニメ企業10社が出展する運びとなった。今後、アニメの売買や共同制作など具体的な事業交流を深める案が出ている。
2007年11月より、練馬区独立60周年記念の一環として、練馬区誕生アニメ紹介番組、ねりたんアニメワークスがJ:COM 東京で放送された。

### 漫画

#### 漫画家の街
練馬区は、出版社の多い千代田区一ツ橋や神田神保町、文京区音羽などに程好く交通の便が良かったこと、必要な画材を取り扱っている店や街まで近かったこと、誘惑の多い繁華街から少し離れていることもあり落ちついて作業に集中できるなどの利点から、手塚治虫や石ノ森章太郎をはじめ、多くの漫画家が住居や仕事場を構えた。また、トキワ荘（所在地は豊島区）の最寄の駅、椎名町のある西武池袋線の沿線に住まうことも、後進の漫画家には一種の憧れがあったという。編集部が地方在住の新人漫画家を上京させる際に、上記の理由に加え家賃が比較的安い練馬区の物件を用意することが多かった。松本零士は上京にあたって、市外局番が「03」で、緑が多く静かな住環境を条件に住居を探した結果、大泉学園を選んだという。島田啓三、馬場のぼる、太田じろう、赤塚不二夫、古谷三敏、ちばてつや、ちばあきお、高森朝雄（梶原一騎）、藤子不二雄、萩尾望都、竹宮惠子（大泉サロンも参照）、吉沢やすみ、弘兼憲史、柴門ふみ、吾妻ひでお、高橋留美子、小林よしのりなど、多くの有名・無名の漫画家も永住、または一時的に居住したことがある。漫画作品の中には練馬区を思わせる設定や背景が描かれているものも数多くある。
大泉サロン
練馬区大泉には、女性漫画家版トキワ荘ともいえる大泉サロンが存在し、萩尾望都や竹宮惠子ら多くの著名女性漫画家が巣立っていった。

### 宗教

#### キリスト教
教会・神学校
- 聖書キリスト教会　福音主義プロテスタント
- 東京神学校
- 日本カトリック神学院東京キャンパス

## ゆかりのある人物・団体

### 人物
漫画家・アニメーター
- 手塚治虫
- 石ノ森章太郎
- 馬場のぼる
- 松本零士 - 2008年、名誉区民に選定[20]
- ちばてつや - 2017年、名誉区民に選定[21]
- ちばあきお
- モンキー・パンチ
- 白土三平
- 安彦良和
- あだち充
- 弘兼憲史
- 石川賢
- 池上遼一
- 吉沢やすみ
- すがやみつる
- ゆうきまさみ
- 大島やすいち
- 吾妻ひでお
- 山上たつひこ
- 村上もとか
- 石川サブロウ
- はしもとみつお
- 魚戸おさむ
- 本庄敬
- 三田紀房
- 新谷かおる
- のむらしんぼ
- 荘司としお
- 西岸良平
- 古谷三敏
- 畑健二郎
- 和月伸宏
- 小畑健
- 奥浩哉
- 尾田栄一郎
- 大和田秀樹
- シュガー佐藤
- ハロルド作石
- 大井昌和
- いづみかつき
- 竹宮惠子
- 萩尾望都
- 山岸凉子
- 大島弓子
- 牧美也子
- 高橋留美子
- 柴門ふみ
- いがらしゆみこ
- 立野真琴
- 森園みるく
- 大島永遠
- 大月悠祐子
- 黒丸
- 流水凛子

他にも非常に多くの漫画家が練馬区在住あるいは在住歴を持つ。また、女性版トキワ荘と称された『大泉サロン』があったことでも知られている。
文学者
- 辰野隆 - フランス文学者。晩年、立野町に居住した。
- 草野心平 - 詩人。1949年から1952年まで下石神井に居住した。練馬区内小中学校の校歌の作詞を手掛けた。
- 松本清張 - 作家。1954年から1961年まで現在の関町南（当時は関町）および関町東（当時は上石神井）に居住した。
- 檀一雄 - 小説家、作詞家。長女は女優の檀ふみ。
- 五味康祐 - 小説家。1952年から晩年まで居住した。
- 田中小実昌 - 小説家。1986年から晩年まで早宮で居住した[22]。また、次女で作家の田中りえ、孫で実業家の田中開も練馬区育ち。
- 梶原一騎（高森朝雄） - 漫画原作者。
- 平井和正 - 小説家、SF作家。
- 新井素子 - 作家。生まれも育ちも練馬区で、練馬にまつわるエッセイ集も書いている。
- 村崎百郎 - 作家、フリーライター、漫画原作者。
- 柳田理科雄 - 作家、漫画原作者、大学教員、『空想科学研究所』主任研究員[23]。
- 森奈津子 - 小説家。
- 渋谷直角 - ライター、コラムニスト・漫画家
- 萩原慎一郎 - 歌人。『歌集 滑走路』作者。武蔵中学に通い、母の実家がある。
- 丘野ゆうじ - 小説家。
- 春日晴樹 - 著作家。

映画・アニメ関係者
- 石黒昇 - アニメ監督、演出家、アニメーター。
- イシグロキョウヘイ - アニメ監督、演出家。
- 是枝裕和 - 映画監督・テレビドキュメンタリー演出家。北町生まれ[24]。
- 手塚眞 - 映画監督。
- 手塚るみ子 - 手塚プロダクション取締役、プランニングプロデューサー。上記手塚眞は実兄。
- 門馬直人 - 映画監督。

芸術家
- いわさきちひろ - 画家、絵本作家。中年期以降、下石神井に在住。死後、自宅跡地はちひろ美術館・東京に。
- 大竹伸朗 - 現代美術家。
- 村上隆 - 現代美術家。
- のぶみ - 絵本作家。
- 神田日勝 - 洋画家。練馬生まれ。
- 佐藤可士和 - グラフィックデザイナー。クリエイティブディレクター。
- おーくん・あきら - デザイナー。大学教員。
- 野見山暁治 - 洋画家。2017年、名誉区民に選定[21]。
- 假屋崎省吾 - フラワーアーティスト、華道家。石神井出身。
- 森住惣一郎 - ゲームクリエイター。
- 中島盛夫 - 銭湯絵師
- 黒川みつひろ - 絵本作家、イラストレーター

音楽家
- 石川拓磨 - 音楽プロデューサー、映像クリエイター
- 尾崎豊 - シンガーソングライター。春日町出身
- 桜井和寿 - 歌手。貫井出身。Mr.Children。
- HIROSHI - ピアニスト。早宮出身
- 玉森裕太 - 歌手。Kis-My-Ft2。
- 千葉和臣 - 歌手。海援隊のギタリスト。
- 増田貴久 - 歌手。NEWS。
- 立道聡子 - 視覚障害のあるシンガーソングライター
- 山口達也 - ベーシスト。元TOKIO。
- 萩原健也 - ギタリスト。上石神井にスタジオがある。
- 野川晴義 - 現代音楽の作曲家。
- 山下達郎 - 歌手。生まれは豊島区
- 大谷康子 - ヴァイオリニスト。在住。2016年より公益財団法人練馬区文化振興協会理事長就任。
- 角松敏生 - シンガーソングライター。生まれは渋谷区
- 古内東子 - 歌手。
- 練マザファッカー - HIPHOPグループ。
- 渡邊崇尉 - ベーシスト。元音楽ユニットSCRIPT。
- 渡辺岳夫 - 作曲家・音楽家・詩人。
- 西谷国登 - バイオリニスト、指揮者、音楽プロデューサー。石神井出身
- 一噌幸弘 - 一噌流笛方（能管）
- 諫山実生 - シンガーソングライター
- 小坂忠 - シンガーソングライター
- 井口一彦 - ロック歌手
- 寺沢功一 - ベーシスト。BLIZARD。田柄出身
- ちゃんみな - 歌手。光が丘出身[25]
- MIZYU（新しい学校のリーダーズ） - ダンスパフォーマンスユニット。光が丘出身[26]
- 川村康一 - シンガーソングライター

芸能人
- ディック・ミネ
- 野村万作 - 狂言方和泉流の能楽師。2008年、名誉区民に選定[20]。
- 志田房子 - 琉球舞踊家
- 立川談志 - 落語家
- 宮内幸平 - 俳優、声優
- 和田文夫 - 俳優、声優
- 早野凡平 - 大道芸人、ボードビリアン、タレント
- 江原真二郎 - 俳優。妻である女優の中原ひとみと40年以上在住。娘の土家里織も同区出身
- ケイ・グラント - ラジオDJ・ナレーター。グラントハイツ出身
- 黒田治 - ラジオパーソナリティー
- 深沢邦之（Take2） - お笑いタレント
- 土田晃之 - お笑いタレント
- いしだ壱成 - 俳優。三原台中学校卒業
- つるの剛士 - 俳優、歌手、タレント。生まれは福岡県北九州市門司区
- 石垣佑磨 - 俳優
- 若葉竜也 - 俳優、大衆演劇役者
- 若葉克実 - 俳優、大衆演劇役者
- 大泉山勇希 - 元俳優、タレント。大泉学園出身
- 森枝天平（エレファントジョン） - 構成作家、元お笑いタレント
- 崎本大海 - 俳優、タレント
- 持丸加賀 - 俳優、声優
- やすひさてっぺい - 料理研究家、日本唐揚協会会長兼理事長。西大泉出身（生まれは鹿児島県種子島）
- 小宮浩信（三四郎） - お笑いタレント
- 永田敬介 - お笑いタレント
- 大鶴肥満（ママタルト）  - お笑いタレント
- 髙比良くるま（令和ロマン） - お笑いタレント
- 矢部昌暉（DISH//） - ダンスユニットメンバー
- 佐久間良子 - 俳優
- 丘野かおり - 俳優
- 大原麗子 - 俳優
- 桃井かおり - 俳優。北町自衛隊官舎出身
- 檀ふみ - 俳優、エッセイスト
- 玉川砂記子 - 俳優、声優。中村出身
- 若村麻由美 - 俳優
- 小林綾子 - 俳優
- 宮沢りえ - 俳優
- 上戸彩 - 俳優。光が丘出身
- 観月ありさ - 俳優、歌手
- 小沢なつき - 俳優、歌手、AV女優
- 鈴木蘭々 - 俳優、歌手、実業家
- 吉川ひなの - 俳優、モデル
- 沢尻エリカ - 俳優
- 井川遥 - 俳優。生まれは墨田区
- 岩佐真悠子 - 元俳優、元タレント。石神井出身
- 田島穂奈美 - 元俳優
- 田山真美子 - 元俳優。生まれは岩手県
- 伊藤歩 - 俳優、声優
- 橋本麗香 - 俳優、モデル
- 島田奈央子 - 元俳優、歌手。10代のころの芸名は島田奈美
- だいたひかる - お笑い芸人。大泉学園出身
- 立川明日香 - 元モデル、政治家。埼玉県新座市議会議員選挙に立候補するまで住民票があった
- 岩﨑名美 - モデル、タレント
- 佐野史郎 - 俳優、ミュージシャン
- 草場有輝 - ミュージカル俳優、バレエダンサー
- 香山美子 - 俳優
- 若奈まりえ - 俳優
- 扇けい - 元宝塚歌劇団花組男役
- 愛花ちさき - 元宝塚歌劇団宙組娘役
- 大希颯 - 宝塚歌劇団星組男役
- 風色日向 - 宝塚歌劇団宙組男役
- きよら羽龍 - 宝塚歌劇団月組娘役
- 北村匠海 - 歌手、俳優
- 梁田清之 - 声優
- 吉田理保子 - 元声優、女性実業家

政治関係者
- 中村梅吉 - 第57代衆議院議長
- 下稲葉耕吉 - 第73代警視総監、第64代法務大臣。
- 長妻昭 - 第11・12代厚生労働大臣（現在の選挙区は区外であるが、住民票は区内）
- 小川敏夫 - 第32代参議院副議長、第89代法務大臣
- 小林興起 - 政治家
- 松本善明 - 政治家（選挙区は区外（旧衆議院東京都第4区））。いわさきちひろの夫で元の自宅が「ちひろ美術館・東京」になっている。
- 小林いずみ - 多数国間投資保証機関長官、みずほフィナンシャルグループ取締役会議長、メリルリンチ日本証券社長
- 山本剛嗣 - 弁護士、日本弁護士連合会副会長、法務省司法試験考査委員、国家公安委員
- 小池百合子 - 政治家、元ニュースキャスター、第20・21代東京都知事[27]（出身は兵庫県芦屋市）
- 菅原一秀 - 第24代経済産業大臣
- 野崎孝男 - 中華民国行政院政務顧問

マスコミ関係者
- 荒川強啓 - フリーアナウンサー - オフィス・トゥー・ワン所属（元・山形放送）
- 小倉智昭 - フリーアナウンサー - オーケープロダクション所属（元・テレビ東京）
- 松平定知 - フリーアナウンサー（元・NHK）
- 宇賀なつみ - フリーアナウンサー（元・テレビ朝日）
- 延友陽子 - 元日本テレビアナウンサー
- 村山直之 - フリーアナウンサー（元・群馬テレビ）
- 北尾好孝 - 元四国放送アナウンサー
- 坪内一樹 - 鹿児島テレビアナウンサー
- 吉村真理子 - フリーアナウンサー
- 植村なおみ - 読売テレビアナウンサー
- 菅原知弘 - テレビ朝日アナウンサー
- 加藤暁 - フリーアナウンサー
- 向坂樹興 - フリーアナウンサー
- 桃井真 - 国際政治学者、軍事アナリスト。女優・桃井かおりの父
- 筑紫哲也 - ニュースキャスター、ジャーナリスト。
- 池上彰 - ニュースキャスター、ジャーナリスト。大泉中高卒
- 田原総一朗 - ジャーナリスト、評論家、ニュースキャスター
- 尾木直樹 - 教育評論家。練馬中学校教諭時代に在住
- 小野員裕 - フードライター。「横濱カレーミュージアム」初代名誉館長
- 大山即席斎 - フードライター（即席麵評論家）、コラムニスト

学者
- 牧野富太郎 - 植物学者。練馬区東大泉の自宅跡地を整備し、『牧野記念庭園記念館』として一般公開している
- 長沢工 - 天文学者
- 風間綾平 - 字幕翻訳家[28]
- 村上勝三 - 哲学者（東京大学大学院卒）。東洋大学大学院特任教授
- 能見俊賢 - 血液型人間学
- 入山章栄 - 経済学者。早稲田大学大学院経営管理研究科教授
- 吉田豪 - プロ書評家
- 飯島洋一 - 建築評論家
- 鈴木俊貴 - 生物学者。東京大学先端科学技術研究センター准教授、動物言語学の開拓の第一人者
- 長野哲雄 - 薬学者
- 横田俊文 - 医学者。アルバータ大学教授

文化人
- 佐藤慎一 - 将棋棋士
- 田中綾華 - ROSE LABO創業者

スポーツ選手
- 安藤毅 - プロバスケットボール選手（bjリーグ・埼玉ブロンコス所属）
- 待井昇 - 元プロ野球選手
- 三浦敬三 - 100歳まで現役のプロスキーヤー。三浦雄一郎の父。
- 豊田誠佑 - 元プロ野球選手
- 河田雄祐 - 元プロ野球選手・現東京ヤクルトスワローズ外野守備走塁コーチ
- 川島堅 - 元プロ野球選手
- 杉谷拳士 - 元プロ野球選手
- 万波中正 - プロ野球選手・北海道日本ハムファイターズ所属 外野手
- 伊藤拓郎 - 元プロ野球選手
- 岡田明丈 - プロ野球選手・広島東洋カープ所属 投手
- 藤田大清 - プロ野球選手・北海道日本ハムファイターズ所属 外野手
- 鈴木駿輔 - プロ野球選手・楽天モンキーズ所属 投手
- 甲斐田陽菜 - 元女子プロ野球選手
- 中田久美 - 元バレーボール選手・日本代表
- 斎藤真由美 - 元バレーボール選手・日本代表
- 飯尾和也 - 元サッカー選手
- 横山知伸 - 元サッカー選手
- 荒川恵理子 - 女子サッカー選手・なでしこジャパン
- 黒木克昌 - 元プロレスラー：マグナムTOKYO（大道塾所属）
- 新井健一郎 - プロレスラー（DRAGON GATE所属）
- K-ness. - プロレスラー（DRAGON GATE所属）
- 渡辺雄二 - 元プロボクサー（日本スーパーフェザー級、OPBFフェザー級・ライト級王者）
- 高山涼深 - プロボクサー（日本スーパーフライ級ユース王者）
- 栃丸正典 - 大相撲力士。2022年5月場所新十両。
- 福元弘二 - 元地方競馬騎手。競馬評論家。
- 川島信二 - 騎手
- 三浦皇成 - 騎手
- 小久保志乃 - 女子プロ野球・京都アストドリームス所属。また、キャプテンでもある。小学校時代は練馬区軟式少年野球チームのイースタンボーイズに所属していた。
- 高尾千穂 - フリースタイルスキー選手。ソチオリンピック日本選手団・女子スロープスタイルスキー代表
- 田辺陽子 - 柔道家。日本オリンピアンズ協会理事
- 高橋佑汰 - 空手家
- 船津直輝 - サッカー選手・セレッソ大阪所属
- 平岩優奈 - 体操競技選手（2020東京五輪日本代表）
- 岩渕幸洋 - パラ卓球選手（2016年リオデジャネイロパラリンピック、2020年東京パラリンピック日本代表）[29]。
- 松谷綺 - キックボクサー
- 見延和靖 - フェンシング選手（2020東京五輪男子エペ団体日本代表、2024年パリオリンピック男子エペ団体日本代表）、練馬区民栄誉賞受賞[30]
- 永野雄大 - フェンシング選手（2024年パリオリンピック男子フルーレ団体日本代表）、練馬区民栄誉賞[30]

その他
- 青山まり - ブラジャー研究家
- 佐竹美帆 - チアリーダー

### 団体
- 一般社団法人練馬アニメーション - 2022年8月31日解散。

## マスコットキャラクター
ねり丸
「アニメのまち　練馬区」を区の内外にPRする練馬区公式アニメキャラクター。
特産品の「練馬大根」と区名から「馬」のイメージでキャラクターを作成。
練馬の「ねり」と、愛らしく丸みのある容姿から『ねり丸』と命名。2011年2月にキャラクター選定と名前の募集を行い、選考結果を同年3月18日に公式発表。
キャラクターの制作会社は区内にあるアニメ制作会社、スタジオコメットが担う。
ゆめーてるちゃん
「アニメと映像・銀河鉄道999の街」をキャッチコピーに掲げる大泉学園に誕生したマスコットキャラクター。
それまではメーテルを起用していたが、松本零士自らが新たにキャラクターをデザイン、2012年8月3日に発表された。
キャラクターに関する版権その他は「地域活性化のためになるなら」と無償提供されている。
らぽ
練馬区の生涯学習推進マスコット。
愛称の「らぽ」は大根を意味する古い中国語。頭は大根の白い根、体は薄緑の葉、ネクタイは新芽。イラストは1993年11月に全国公募で、愛称は1994年11月に区内公募で決定。
だいくん、ねねちゃん
練馬まつりのイメージキャラクター。
大根をイメージした男女ペアのキャラクターで、名前は大根の「大（だい）」と「根（ね）」から。
ぴいちゃん
「練馬みどりの葉っぴい基金（練馬区みどりを育む基金）」のキャラクター。
練馬の森の妖精。2005年10月23日に開催された「ねりまグリーンフェスティバル」来場者の投票で愛称決定。
ブルン、ベルン、リルン
練馬区ブルーベリー観光農園のイメージキャラクター。
クマの3兄弟。ブルンはおにいさんクマで、陽気で明るいしっかり者。得意なのはジャム作り。ベルンはおとうとクマで、食いしん坊でいたずら好き。得意なのは木登り。リルンはいもうとクマで、優しくてちょっぴり恥ずかしがり屋。大好きなのはお花。2009年7月1日から愛称を募集し、同年8月7日に決定。

## 練馬を舞台とした作品
アニメ/歴史、アニメの歴史も参照

### 実写作品・バラエティなど
- スーパー戦隊シリーズや石ノ森章太郎原作作品（仮面ライダーシリーズ、不思議コメディーシリーズなど）といった、東映製作のほとんどの特撮作品。
  - 「がんばれ!!ロボコン」は練馬区西部及び、東映東京撮影所の周辺や石神井公園での撮影が多かった。また、由利徹演じる町田巡査が勤務する交番には「警視庁石神井警察署・高野台派出所」と記されている。
  - 「仮面ライダー龍騎」以降は別のロケ地であるが、「秘密戦隊ゴレンジャー」から「百獣戦隊ガオレンジャー」までの約26年間は、光が丘公園で、屋外シーンの多くを撮影していた。
  - 「有言実行三姉妹シュシュトリアン」では自宅宛ての年賀状に「〒178東京都練馬区七面町二-十」と記されている（七面町は存在しない）。
  - 「ペットントン」「うたう!大龍宮城」などでは武蔵関駅周辺が舞台となっていた。
- キッズ・ウォー - パート1からパート4までは子供達の通学先として、練馬区立にじが丘中学校・練馬区立東にじが丘小学校が設定されていた[32]。
- Shall we ダンス? - 主人公の通うダンス教室（外観）が西武池袋線江古田駅南口にあった（2018年に解体）。
- 呪怨 - 怨念の発端となった、佐伯剛雄による妻子惨殺事件に始まる惨劇は、練馬区内にある住宅が舞台となっている。
- テレビ朝日水曜21時枠刑事ドラマ - 近年の同枠ドラマは東映が製作しており、前述のように東映東京撮影所が練馬区に所在している関係上、「相棒」・「臨場」・「警視庁捜査一課9係」などにおいて、練馬区の住所が頻繁に登場し、ロケも多く行われている。
- リング〜最終章〜 - 主役の浅川和行の家が練馬区桜台にある。
- いぬやしき - 奥浩哉の原作漫画による映画。主人公達が住む舞台として石神井公園や大泉学園などが出てくる。
- 火花 - 又吉直樹による小説を原作とした映画とドラマで、神谷が住む吉祥寺から近いアパートとして、上石神井が舞台として出てくる。
- 映画 滑走路 - 練馬区の名門中高一貫校でいじめを受けながらも短歌に希望を託した萩原慎一郎をモチーフとした映画。
- NHK連続テレビ小説 らんまん - 牧野富太郎をモチーフとしたドラマで、終盤では主人公・槇野万太郎が晩年居住した大泉村（現在の東大泉6丁目に牧野記念庭園が所在）が舞台となっている。

### 漫画・アニメ・小説など
- ドラえもん（藤子・F・不二雄） - 練馬区が舞台という設定が随所に見られる。スネ夫の住所は東京都練馬区月見台すすきヶ原3-10-5であることを示す描写も存在する。またテレビ朝日系のドラえもん特番（筋肉少女帯の大槻ケンヂがゲスト）では「ドラえもんの家は何処にあるの？」という視聴者質問に、テレ朝アナウンサーが「練馬区です」と答えている。一方で練馬区に程近い田無市（西東京市の前身）が舞台であることを示す描写もある。また、1987年公開の映画『ドラえもん のび太と竜の騎士』では、練馬区には存在しない多摩川をもじった「多奈川」や小田急線の電車のイラストが登場しているなど、神奈川県川崎市が舞台となっている描写もある（川崎市には藤子・F・不二雄ミュージアムがあるほか、地元を走る小田急電鉄や川崎市交通局がドラえもんとのタイアップも行っている）。
- ど根性ガエル（吉沢やすみ） - 練馬区の石神井が舞台。
- タッチ（あだち充）- 上杉・浅倉の両家の住所は練馬区という設定になっている。また作中にも、練馬駅南口（高架化前）、プラザときわ（当時）、中大グラウンド跡地（現練馬総合運動場）、練馬区役所旧中央館（目白通り沿いにあり、タッチの主人公の弟、和也が交通事故で亡くなった地点）など、練馬区内の光景が多く描かれている。
- みゆき（あだち充）- 連載当時の練馬駅など、練馬区内の光景が多く出てくる。
- H2（あだち充） - 練馬駅・大泉学園駅など西武池袋線沿線が多数舞台となっている。
- クロスゲーム（あだち充） - 富士見台、練馬駅、石神井公園、練馬区役所前歩道橋、また、隣りの板橋区の城北高校や、その付近石神井川の風景が登場する。
- ナイン（あだち充） - ヒロイン・中尾百合が使用していた通学定期券の通用区間に、練馬駅 - 江古田駅とある。
- MIX（あだち充） - 上記「タッチ」から約30年後の明星学園野球部が舞台。作中や扉絵など、練馬区内の光景が多く描かれている。
- マコとルミとチイ（手塚治虫）
- 石ノ森章太郎の諸作品 - 桜台駅近くにあった喫茶店ラタンが「星の伝説アガルタ」や「チャーイ」といった作品に登場する。
- 涼風 - 光が丘・成増などが舞台になっている。
- うる星やつら（高橋留美子） - 失踪した自衛隊の飛行機のニュースで「練馬区で失踪した自衛隊機」という台詞が出て来る。「練馬区諸星家宛」と書かれた小包が届くシーンもある。
- めぞん一刻（高橋留美子） - 原作では、郵便物などに「練馬区めぞん一刻館」宛と書かれている。
- らんま1/2（高橋留美子）- 連載第1回、主人公の居候先に届いたハガキの宛先に「Tokyo NERIMA」とある。また、大泉学園町近辺の住宅街が描かれている。
- 魔女っ子チックル - 第21話で小森家に届く郵便物に「東京都練馬区」と書かれている。
- がきデカ（山上たつひこ） - 大泉が舞台。大泉学園駅や保谷駅が作品内に何度も登場した。こまわり君の通う小学校は大泉第二小学校の校舎が模写されている。
- のの美捜査中!（重野なおき） - 練馬区の桜台警察署（架空）を舞台とする4コマ漫画。
- 究極超人あ〜る（ゆうきまさみ） - 主人公たちの通う春風高校の所在地が練馬区諌坂町（架空）。諌坂駅が江古田駅と桜台駅の間にある。
- 鉄腕バーディー（ゆうきまさみ） - 練馬区が舞台であり練馬北署（架空）などの名称が出てくるほか、主人公ら多くの登場人物の名前が区内の地名からとられている（千川、早宮、氷川（氷川台）、羽沢、正久保など）。
- 松本零士の諸作品 - 「練馬帝国大学時航学研究所」（漂流幹線000）や「練馬放送」（超時空戦艦まほろば）など、たびたび作中に練馬の名を冠した組織や施設が登場する。
- ツヨシしっかりしなさい（永松潔） - 大泉が舞台。大泉学園駅がモデルの大泉公園駅がある。
- BARレモン・ハート（古谷三敏） - 大泉学園が舞台。
- 練馬大根ブラザーズ（アニプレックス・スタジオ雲雀）
- のだめカンタービレ - 主人公らの通った「桃ヶ丘音楽大学」は練馬区羽沢の武蔵野音楽大学がモデル。
- バンパイヤ - 富士見台の「虫プロダクション」が舞台の一つとなっている。
- よつばと! - 練馬区石神井公園駅周辺の建物が頻繁に描かれている（ただしあくまで架空の土地という設定で、県立高校や水田地帯など練馬区にはない風景も描かれている）。
- 万能文化猫娘 - OVAのみ練馬が舞台、第4・5話では実在のガスタンク・豊島園など本区の風景が使われている。
- 錬金3級 まじかる?ぽか〜ん - 練馬区内の背景が多い。「どこから来たの?」と聞かれ、主人公が「光が丘」と答えるシーンがある。（第10話）
- 女子高生 GIRL'S-HIGH - 中村橋駅周辺が舞台となっている。また、作者が富士見中学高等学校に在学していたことから、高校の制服などが同校のものと酷似している点が見受けられる。
- 臨死!!江古田ちゃん - 江古田が舞台。
- デジモンアドベンチャー - 主人公・八神太一ら選ばれし子供たちの共通点が光が丘で1995年に起きた爆発テロの目撃者ということ。作品中でもかなり重要な場所である。
- 機動戦士ガンダムさん - 作者の大和田秀樹が区内在住であるため、設定や背景に度々使用されている。
- ねりまより愛をこめて - いがらしゆみこの読みきり作品。講談社少年マガジン1982年8月号に掲載。
- 少女ファイト - 豊島園駅周辺が舞台となっている。
- ハヤテのごとく! - 三千院ナギが住む三千院家の別邸が、光が丘を中心とする東練馬全体となっている。
- ギャラクティックマンション - 練馬にある架空のアパートが舞台。
- ラーゼフォン - 劇場版で石神井公園と思われる池や、西武池袋線に乗る主人公、バスで「石神井公園」とアナウンスしている。
- ミラクル☆トレイン - 鉄道駅を美麗男子に擬人化した漫画・ノベル。その一章に大江戸線をモチーフにした「大江戸線版」があり、『ミラクル☆トレイン〜大江戸線へようこそ〜』のタイトルでアニメ化もされている。練馬区内にある駅を擬人化した『豊島園』『練馬』『練馬春日町』『光が丘』という青年が登場する。
- 石神井橋 - 作中に登場する石神井橋は三宝寺池（石神井公園）に架かる橋がモデルである。また主人公は石神井中学校の卒業生ということになっている。
- インド人と練馬で子育て。 - 流水凛子のエッセイ漫画。インド人の夫と区内に在住し、練馬区役所近くで南インド料理店を経営していることもあり練馬駅界隈の様子が時々描かれている。著者の他のエッセイにも多く練馬が登場する。
- 東京自転車少女。 - とある離島から練馬に引っ越してきた女子高生の物語。桜台を拠点に、練馬に実在する場所を自転車で巡る内容。
- 東のエデン - 東のエデンメンバーの乗っている乗用車のナンバープレートが「大泉学園 お E9－Y68」になっている[注釈 6]。
- お兄ちゃんのことなんかぜんぜん好きじゃないんだからねっ!! - 富士見台・貫井周辺が舞台。主人公の高梨奈緒・修輔の自宅もその界隈にある設定。特にアニメ版第1話、2話では登校シーンに西武池袋線の高架下の背景がほぼトレースされていることが分かる。
- ロボットガールズZ - 舞台は大泉学園をモデルとした「大泉学園光子力町」。背景は実際の大泉学園をトレースしたものが多い。
- ハピネスチャージプリキュア! - 物語の主舞台となるぴかりが丘が存在している（16話にて、登場人物が持つ取材許可証に「練馬区」と書かれている）。
- 東京喰種トーキョーグール - 物語の主舞台であり、重要な位置づけにされている。作中では「20区」と市町村コードで呼称されている。
- 四月は君の嘘 - 物語の主舞台となっており、実在の施設や公園、鉄道（西武鉄道）などが描かれている。
- オイ!! オバさん - 大泉学園が舞台で、実在のお店なども登場している。また、同じく大泉学園在住の松本零士が登場する回がある。
- ひねもすのたり日記 - ちばてつやのエッセイ漫画。毎回カラー4ページの連載で、たびたび石神井公園や練馬高野台でのエピソードが登場する。
- 火花  - 又吉直樹による小説。神谷が住むアパートとして、上石神井が舞台として出てくる。
- チェンソーマン - 藤本タツキによる作品。練馬駅前などが出てくる。
- ババンババンバンバンパイア - 奥嶋ひろまさによる漫画及び同作品を原作とした実写映画[33]。舞台となる「こいの湯」は、石神井台に実在する宮型造りの銭湯をモデルとしており、映画の撮影にも使用された[34]。

### 音楽
- 練馬音頭 - 1967年昭和42年に制定された練馬区の区民歌謡。当時区内に住んでいた浪曲師、演歌歌手の三波春夫に依頼し収録されている（テイチクレコード）。
- 米軍キャンプ - 尾崎豊のアルバム『壊れた扉から』に収録。1980年代初めまで『グラントハイツ』と呼ばれていた、現在の光が丘が作品の背景になっている。
- 練馬のうた - テレビ神奈川制作の音楽情報番組「saku saku」のコーナーにおいて作られた曲。第二楽章まである。
- 練馬美人 - KANの楽曲。19枚目のシングル『東京に来い』のカップリング曲（カップリング曲を集めたアルバム『Songs Out of Bounds』にも収録されている）。NHK総合テレビ『作法の極意』のエンディング曲。練馬に住んでいる愛しの女性への想いを歌った内容。
- 歩き出せ、クローバー - スピッツのアルバム『ハチミツ』に収録。作詞した草野マサムネが阿佐ヶ谷から石神井公園に向かうバスに乗っているときに思い付いた。仮タイトルは『石神井への道』。
- 練馬Calling! - 真野恵里菜のベストアルバム『BEST FRIENDS』に収録。

※ 練馬区の公式ホームページに「練馬区が登場する小説や漫画」の項目が設けられている。